# Podněstří
Podněstří, oficiálně známé jako Podněsterská moldavská republika a místně jako Podněstersko, je vnitrozemský separatistický kvazistát ve východní Evropě, mezinárodně uznávaný jako součást Moldavska. Kontroluje většinu úzkého pásu území mezi řekou Dněstr a moldavsko-ukrajinskou hranicí a také část území na druhé straně břehu řeky. Podněstří je Moldavskou republikou oficiálně označováno jako Autonomní územně správní jednotka se zvláštním statusem Podněstří (rumunsky Unitățile Administrativ-Teritoriale din stînga Nistrului) nebo jako Stînga Nistrului („Levý (břeh) Dněstru“). Je to nížinná, rovinatá země, podnebí je mírné kontinentální. Dělí se do pěti rajónů, na ploše asi 4 200 km² žije necelých půl milionu obyvatel. Jeho hlavním a největším městem je Tiraspol, mezi další velká sídla patří Tighina, Rybnica a Dubăsari. Přibližně 29 % obyvatel tvoří Rusové, stejně jako Moldavané a 23 % Ukrajinci. Oficiálními jazyky Podněstří jsou ruština, moldavština (tedy rumunština) a ukrajinština. Drtivá většina obyvatel se hlásí ke pravoslaví.
Počátky regionu lze hledat v Moldavské autonomní sovětské socialistické republice (Moldavské ASSR), která vznikla v roce 1924 v rámci Ukrajinské sovětské socialistické republiky. Během druhé světové války Sovětský svaz zabral část Moldavské ASSR, která byla rozpuštěna, a Besarábii Rumunského království, aby v roce 1940 vytvořil Moldavskou sovětskou socialistickou republiku. Současná historie regionu se datuje od roku 1990, kdy byla během rozpadu Sovětského svazu založena Podněsterská moldavská sovětská socialistická republika v naději, že zůstane v rámci Sovětského svazu, pokud by Moldavsko usilovalo o sjednocení s Rumunskem nebo o nezávislost, k čemuž došlo v srpnu 1991. Krátce poté začal v březnu 1992 vojenský konflikt mezi oběma stranami, který skončil příměřím v červenci téhož roku. Součástí dohody o příměří bylo vytvoření třístranné (Moldavsko, Rusko a Podněstří) společné kontrolní komise a jí podřízených třístranných mírových sil, které se zabývají porušováním příměří. Přestože příměří trvá, politický status území zůstává nevyřešen. V březnu 2022 přijalo Parlamentní shromáždění Rady Evropy rezoluci, která definuje území jako vojensky okupované Ruskem.
Podněstří je neuznanou, ale de facto nezávislou unitární poloprezidentskou republikou, hlavou státu je prezident, zákonodárnou moc má jednokomorový nejvyšší sovět. Republika má vlastní ústavu, vládu, armádu, policii, měnu. Jde o jedno z nejchudších území v Evropě, hrubý domácí produkt v paritě kupní síly na obyvatele je v Evropě nejnižší. Ekonomika je založena na kombinaci výroby oceli, výrobě elektřiny a textilní výrobě. Ekonomika Podněstří je často popisována jako závislá na pašování a obchodování se zbraněmi. Někteří komentátoři ji dokonce označují za mafiánský stát. Po uzavření dohody mezi Moldavskem a Ukrajinou v roce 2005 musí být všechny podněsterské společnosti, které chtějí vyvážet zboží přes ukrajinské hranice, registrovány u moldavských úřadů. Kromě neuznaného podněsterského občanství má většina obyvatel Podněstří moldavské občanství, ale mnozí mají také ruské, rumunské nebo ukrajinské. Podněstří je spolu s Abcházií a Jižní Osetií postsovětskou zónou „zamrzlého konfliktu“. Tyto tři částečně uznané či neuznané státy spolu udržují přátelské vztahy a tvoří Společenství pro demokracii a práva národů, což je jediná mezinárodní organizace, jejímž je Podněstří členem.

## Název
Region může být v češtině označován také jako Podněstersko, Zadněstersko, Podněsteří, tyto názvy jsou adaptací rumunského hovorového názvu regionu, Transnistria, což znamená „za Dněstrem“. Poprvé byl termín Podněstří v souvislosti s východním Moldavskem použit v roce 1989, ve volebním sloganu Leonidy Lari, poslankyně a členky Lidové fronty Moldavska vzniklé během reforem posledního sovětského vůdce Michaila Gorbačova, když prohlásila: „Vyženu okupanty, vetřelce a mankurty přes Dněstr, vyženu je z Podněstří a vy, Rumuni, jste skutečnými vlastníky této dlouho trpěné země ... Přinutíme je mluvit rumunsky, respektovat náš jazyk, naši kulturu!“ —   
V dokumentech moldavské vlády se region označuje jako Stînga Nistrului, což znamená „Levý břeh Dněstru“, nebo v plném znění Unitățile Administrativ-Teritoriale din Stînga Nistrului („Autonomní územně správní jednotka se zvláštním statusem Podněstří“).
Podle podněsterských úřadů je název státu „Pridnestrovská moldavská republika“ (rusky Приднестро́вская Молда́вская Респу́блика, přepisem: Pridnestróvskaja Moldávskaja Respúblika; rumunsky  Republica Moldovenească Nistreană, moldavská cyrilice: Република Молдовеняскэ Нистрянэ; ukrajinsky Придністро́вська Молда́вська Респу́бліка, přep.: Prydnistróvska Moldávska Respúblika). Zkrácená podoba je Pridnestrovie (rusky: Приднестровье, rumunsky: Nistrenia, moldavskou cyrilicí Нистрения; ukrajinsky: Придністров'я), což znamená „[země] u Dněstru“.
Nejvyšší sovět Podněsterské moldavské republiky přijal v září 2024 zákon, který zakazuje používání termínu Transnistria v rámci regionu a ukládá pokutu 360 rublů nebo až 15 dní vězení za používání tohoto názvu na veřejnosti.

## Dějiny
Území dnešního Podněstří měnilo v průběhu dějin držitele, vlivem politických změn se měnilo také jeho složení obyvatel.

### Od antiky do počátků novověku
Ve starověku leželo Podněstří v okruhu vlivu Skytů a Dáků. V raném středověku se v oblasti usadily slovanské kmeny, Kumáni a další etnické skupiny. Určitý čas oblast pravděpodobně náležela ke Kyjevské Rusi a ve 13. století byla načas ovládnuta Mongoly. Části dnešního Podněstří náležely od 15. století k Litvě a Polsku, krymskému chanátu a kozáckému hetmanátu. Území západně od Dněstru se později stalo součástí moldavského knížectví, které bylo vazalem osmanské říše.

### Ruské dobytí Podněstří
Po rusko-turecké válce 1787–1792 rozšířilo Ruské impérium své území až k východnímu břehu Dněstru a Podněstří se tak z velké části stalo částí takzvaného Novoruska. V tomto okamžiku se obyvatelstvo Podněstří skládalo převážně z Ukrajinců, Rumunů a Tatarů. Brzy nato začali být v dosud řídce osídlené oblasti cíleně usazováni kolonisté nejrůznějšího původu, většinou Rusové a Ukrajinci. Současné hlavní město země Tiraspol bylo založeno v roce 1792 z iniciativy Alexandra Suvorova jako pohraniční strážní výspa ruské říše. Do roku 1812 ovládlo Rusko Besarábii a zmocnilo se tak vlády nad celým dnešním územím Moldavska. V jeho rámci patřil sever Podněstří k Podolské gubernii, jih k Chersonské gubernii, jejichž hranici tvořila řeka Dněstr, a města Bender a Kizkany do Besarabské gubernie, jejíž území se z větší části krylo s územím dnešního Moldavska.

### Po první světové válce
Po skončení první světové války bylo území Besarábie připojeno k Rumunsku, a to včetně města Bender, jelikož leží západně od Dněstru. Území na východ od řeky Dněstru se naproti tomu stalo součástí Ukrajinské sovětské republiky v rámci nově založeného Sovětského svazu.
V roce 1924 byla v Sovětském svazu založena Moldavská autonomní sovětská socialistická republika jako součást Ukrajiny. Tato autonomní republika zahrnovala území rumunské menšiny na Ukrajině, tedy také Podněstří. Jejím hlavním městem byla do roku 1929 Balta, poté se jím stal Tiraspol.
Přistěhovalectví Rusů a Ukrajinců do oblasti pokračovalo i v období Sovětského svazu, čímž se podíl etnických Rumunů a Moldavanů zvlášť ve městech dál zmenšil. Na územích patřících Rumunsku západně od Dněpru to bylo naopak – tam silně poklesl podíl ruského a ukrajinského obyvatelstva a uskutečňovala se státní romanizační politika spojená s přílivem četných rumunských osadníků.
Od roku 1918 Rumunsku (rumunskému království) náležející město Bender (rumunsky oficiálně Tighina) a jeho okolí je sice historicky částí Besarábie, svým jazykovým a etnickým složením však už v meziválečném období vyčníval. Navzdory romanizačnímu úsilí zůstávalo převážně ruskojazyčným městem: v roce 1930 proti asi 15 % rumunských obyvatel stála většina 52,8 % ruskojazyčných. Také v dnes podněsterském a tehdy rumunském Kizkany (leží na západním břehu Dněstru) byl podíl rusky mluvícího obyvatelstva se 47,3 % vysoko nad průměrem Besarábie.

### Podněstří během druhé světové války
V roce 1939 uzavřely Německá říše a Sovětský svaz Pakt o neútočení a oba státy si jím rozdělily části východní Evropy mezi sebe. V roce 1940 anektoval Sovětský svaz Besarábii patřící od roku 1918 Rumunsku. Besarábie byla spojena s částí Moldavské autonomní socialistické sovětské republiky do Moldavské sovětské socialistické republiky, převážně etnicky ukrajinské oblasti MASSR byly připojeny k Ukrajinské SSR.
Na počátku srpna 1941 bylo Podněstří dobyto německou a spojeneckou rumunskou armádou, která se účastnila německé války proti Sovětskému svazu. Mezi roky 1941 a 1944 bylo území mezi Dněstrem a Jižním Bugem pod rumunskou vládou. Bylo připojeno k Rumunsku jako Zadněsterská provincie. Toto území bylo zřetelně rozlehlejší než dnešní Podněstří a sahalo hluboko do Ukrajiny. Rumunsko anektovalo dokonce města Oděsa a Mohilev-Podolskij, která ležela daleko za tradičním rumunským osídlením a v nichž nežili prakticky žádní Rumuni. Z 2,33 milionů obyvatel obsazené oblasti tvořili Rumuni jen 8,4 %. Také v okresech Tiraspol, Dubasari a Rybnica, které v podstatě zahrnovaly dnešní Podněstří, byli Rumuni sice zastoupeni silněji, ale ani tam netvořili většinu. Přesto v tomto krátkém období začala intenzivní romanizace.
Během rumunské okupace byla velká část Židů v oblasti deportována a zabita. Nacházely se tam tábory, do nichž byli deportováni také Židé z jiných částí Rumunska a Ukrajiny. Celkově v nich přišlo o život 250 000 až 300 000 Židů.
Rudá armáda v rámci Umansko-Botoșanské ofenzívy dobyla v březnu a dubnu 1944 celé území kolem Dněstru včetně dnešního Podněstří zpět. V prvních letech po skončení války byly z oblasti deportovány tisíce osob. Všichni obyvatelé, kteří byli považováni za kolaboranty s německými a rumunskými okupanty, a rovněž „moldavsko-rumunští nacionalisté“, byli se svými rodinami nuceně přesídleni na Sibiř nebo do střední Asie.

### Obnovená příslušnost k Sovětskému svazu

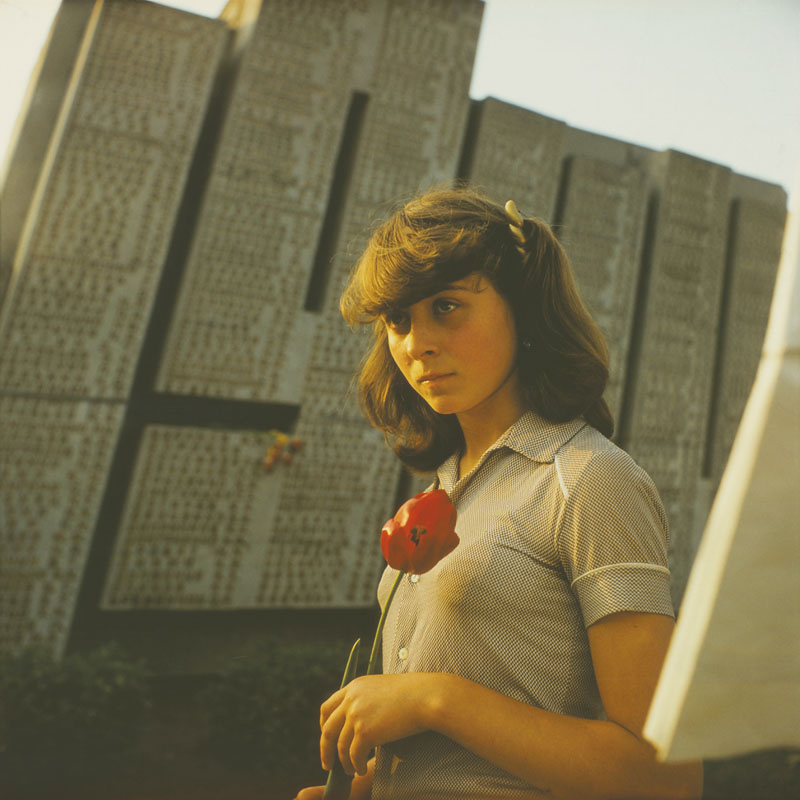
Dívka u památníku moldavských vojáků v grigoriopolském okrese (80. léta 20. století)

Po skončení druhé světové války bylo zrušeno rumunské správní uspořádání a znovuobnoveny hranice z roku 1940. Podněstří nyní bylo opět součástí Moldavské sovětské socialistické republiky a spolu s ní Sovětského svazu. V rámci Moldavska však Podněstří až do roku 1989 nemělo žádné zvláštní postavení a neexistovala ani žádná správní jednotka toho jména. Toto označení stejně jako nynější hranice byly (znovu)uvedeny do používání, případně nově definovány teprve na konci 80. let 20. století, když se v Moldavsku vynořily větší vnitropolitické neshody.
V Moldavské SSR byla úřední řečí jak rumunština („moldavština“), tak ruština. Podněstří se během příslušnosti k Sovětskému svazu vyvinulo ve významnou průmyslovou oblast a hospodářskou páteř Moldavska. Došlo v něm k silnému nárůstu počtu obyvatel, což se týkalo především měst a úzce souviselo s hospodářským rozvojem. V mnoha, i malých městech se během sotva desetiletí zdvojnásobil počet obyvatel. Aby se tento nárůst zvládl, vyrostla kolem měst četná panelová sídliště.
V roce 1989 žilo v Podněstří asi 15 % obyvatel celého sovětského Moldavska, ale vytvářelo se tam asi 40 % hrubého domácího produktu a vyrábělo 90 % elektrické energie. Podíl etnických Moldavanů činil pod 40 % obyvatel, zatímco Ukrajinci, Rusové a ostatní menšiny představovaly přes 60 % obyvatel. I nemalá část tam žijících Moldavanů byla vlivem postupné, už koncem 18. století započaté rusifikace ruskojazyčná. Podněstří se tedy nelišilo od ostatního Moldavska jen hospodářsky a sociálně, ale i etnickým a jazykovým složením svého obyvatelstva. Patřilo k oblastem země, které byly politicky a kulturně nejsilněji formovány Sovětským svazem a jejichž souhlas s jeho politikou byl nejsilnější.
V Podněstří se usadili lidé ze všech částí Sovětského svazu. New York Times jej popsal jako sovětskou verzi amerického tavicího kotlíku a došel k závěru, že toto byla místa, v nichž vznikl homo sovieticus. S rozpadem Sovětského svazu se region stojící dříve na čele stal pozůstatkem, skanzenem sovětské minulosti.

### Podněsterský konflikt

#### Výchozí situace
Od poloviny 80. let došlo v celém Sovětském svazu vlivem politiky perestrojky a glasnosti Michaila Gorbačova k nárůstu nacionalistických tendencí, které stále silněji nabývaly separatistických rysů. V Moldavsku vzniklo národní hnutí orientované na Rumunsko, které se stavělo proti příslušnosti k Sovětskému svazu a mohutně státem podporovanému postavení ruského jazyka.

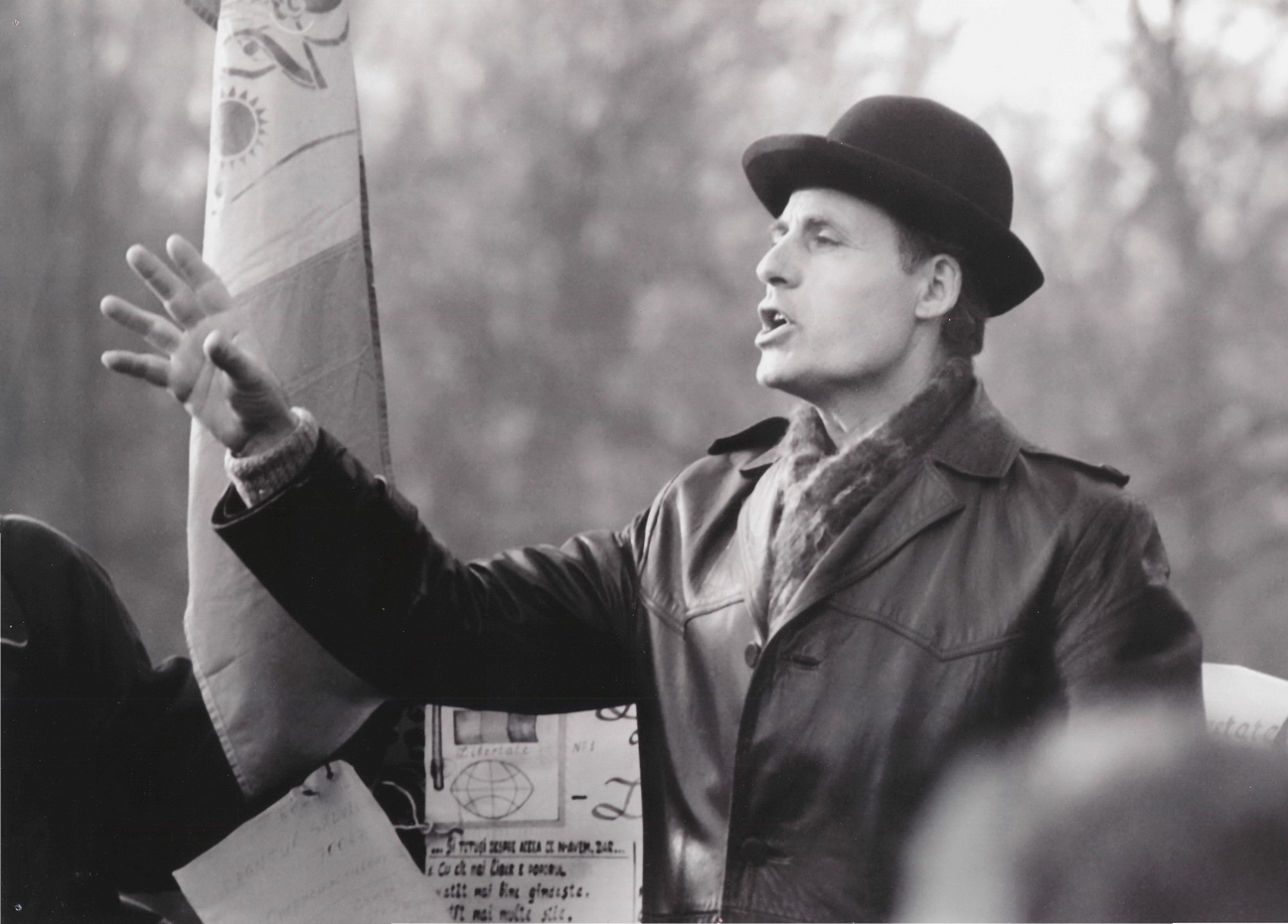
Gheorghe Ghimpu, zakladatel Lidové fronty Moldavska

Zvlášť důležitou roli hrála strana Frontul Popular din Moldova („Lidová fronta Moldavska“), kterou založili mladí intelektuálové a reformisté, kteří požadovali demokracii, sebeurčení a přestavbu. Zpočátku přitahovala dokonce příslušníky etnických menšin jako Gagauzy a Rusy. Strana se však stále silněji obracela k rumunsko-moldavskému nacionalismu, brzy se skládala téměř jen z etnických Moldavanů a nakonec byla považována za šovinistickou a nacionalistickou. V převážně ruskojazyčných a ukrajinskojazyčných oblastech získala jen málo příznivců.
Po volbách v Moldavsku se dostala Frontul Popular din Moldova do vlády, které v té době zastávala ultranacionalistické pozice a směřovala zvlášť proti ruskojazyčným skupinám, Gagauzům a ostatním menšinám. Již roku 1989 byla v důsledku toho v moldavské sovětské socialistické republice ruština sesazena z pozice úředního jazyka a jediným úředním jazykem prohlášena moldavština (tj. rumunština), která měla být napříště zapisována latinským písmem. Moldavsko nakonec v roce 1990 vyhlásilo suverenitu země a započalo s rumunizací veřejného života. Zrušení ruštiny jako úředního jazyka vedlo k velkým protestům zejména ve východní a severní části země, kde byla jazykem většiny obyvatel. V následujícím období docházelo stále častěji k diskriminaci moldavských menšin. Lidé nemoldavského původu byli během několika měsíců vytlačeni téměř ze všech větších kulturních institucí. V Podněstří a Gagauzii se tvořily lidskoprávní skupiny, které požadovaly znovuzavedení ruštiny jako úředního jazyka a regionální autonomii. Moldavská vláda nechala podobná hnutí zakázat. Zastánci tvrdé komunistické linie a také zástupci téměř všech etnických menšin se pokusili vytvořit společnou opozici.
Napětí mezi etniky nabylo v celém Moldavsku na síle. Části nacionalistické Národní fronty často požadovaly vypovězení přistěhovalých Rusů a dalších menšin. Moldavské vedení kolem Mircei Snegura mluvilo navíc veřejně o svém cíli sjednocení s Rumunskem. Situace se dále vyhrotila, když byl militantními moldavskými nacionalisty zabit proruský demonstrant.

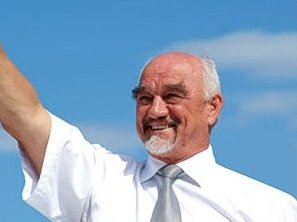
Igor Smirnov

Převážně ruskojazyčné skupiny obyvatel (Rusové, Ukrajinci, ruskojazyční Moldavané a další) se cítily silně ohroženy novou nacionalistickou politikou Moldavska. V celém Moldavsku byli sice rusky mluvící obyvatelé v menšině, soustřeďovali se však většinou kolem několika středisek, v nichž často tvořili většinu. To se týkalo především Gagauzie, města Bălți na severu, oblasti kolem Taraclie na jihu a především Podněstří, ze kterého se brzo stalo ohnisko odporu. Městské úřady Tiraspolu, Benderu a Rybnice často odmítaly přijmout nový jazykový zákon.
Hlavním činitelem odmítavého postoje vůči přibližování se k Rumunsku tudíž tehdy byla identifikace s ruským jazykem a Sovětským svazem. Ruskojazyční etničtí Moldavané tak měli vedoucí úlohu v politických událostech v Podněstří.
Do čela hnutí za nezávislost se v Podněstří postavil ředitel továrny na elektrická zařízení Igor Smirnov. Byl vysoce postaveným členem komunistické strany a teprve roku 1987 přesídlil z Ukrajiny do Tiraspolu. Smirnov měl velký vliv na dělníky v regionu a nakonec založil vlastní podněsterskou organizaci, Spojenou radu pracovních kolektivů.
V této době byly poprvé stanoveny hranice současného Podněstří, zprvu ještě jako základ pro plánovaný autonomní region. Hranici vůči Moldavsku měla představovat řeka Dněstr, nicméně byly vzneseny nároky i na území západně od Dněstru, které měly převahu rusky hovořícího obyvatelstva. To bylo jednak velké město Bender spolu s jeho předměstími Giskou, Protjagajlovkou a Varnicou, jednak blízká větší oblast s vesnicemi Kizkany, Kopanka, Kremenčuk, Merenešti a Zagornoje. Vytvoření autonomního nebo dokonce nezávislého Podněstří nicméně zůstávalo jen jedním z mnoha požadavků politických aktivistů. Znovuzavedení ruštiny jako úředního jazyka mělo v proruském protestním hnutí zprvu větší prioritu. Teprve když se rýsoval konečný rozpad Sovětského svazu, stalo se odtržení od Moldavska jejich hlavním tématem.

#### Vyostření
Ve volbách v roce 1990 dosáhl Smirnov se svou stranou v Podněstří významného vítězství a dostal se také do moldavského parlamentu. K jeho nejdůležitějším požadavkům patřilo znovuzavedení ruštiny jako úředního jazyka a setrvání Moldavska v Sovětském svazu. V moldavském parlamentu nicméně jeho strana neměla dostatečný vliv, aby tyto požadavky prosadila. Nato všichni poslanci Spojené rady dělnických kolektivů opustili moldavský parlament a stáhli se do Podněstří. Předtím byli ruští poslanci v Kišiněvě napadeni nacionalistickými demonstranty, čemuž policie nečinně přihlížela. Hlasy po odštěpení regionu od Moldavska mezitím stále sílily.
Aktivisté Smirnovovy frakce postupně v Podněstří získávali převahu, zatímco Moldavsku se situace stále víc vymykala kontrole. Koncem roku 1990 moldavská policie na demonstraci v Dubossary zabila tři mladistvé demonstranty za nezávislost Podněstří a šestnáct dalších zranila. Byly to první oběti konfliktu a události výrazně přispěly k další eskalaci. Podněsterské vedení nakonec zorganizovalo lidové hlasování, v němž většina přes 90 % voličů hlasovala pro odštěpení od Moldavska.
Druhého srpna 1990 vyhlásilo Podněstří jako Zadněsterská moldavská sovětská socialistická republika nezávislost na Moldavsku a jejím nejbližším cílem bylo dosáhnout uznání jako samostatné republiky v rámci Sovětského svazu. Také Gagauzie se při pohledu na politický vývoj v Moldavsku pokoušela osamostatnit a rovněž usilovala o uznání jako zvláštní sovětská republika. V ostatních proruských oblastech Moldavska sice nastaly velké protesty, ale žádné snahy o odtržení.
Po nezdařeném srpnovém puči v Moskvě v roce 1991 se už rozpad Sovětského svazu nedal zastavit a Moldavsko ještě v srpnu 1991 vyhlásilo úplnou nezávislost jako Moldavská republika. Moldavské vedení pokračovalo v nacionalistické politice a pokoušelo se provést sjednocení Moldavska s Rumunskem.
Také Podněstří, které puč za zachování Sovětského svazu podporovalo, vyhlásilo v roce 1991 úplnou nezávislost – cílem bylo nyní vybudování vlastního státu, jakékoli spojení s Moldavskem bylo odmítnuto.
Hned v roce 1991 se konaly v Podněstří prezidentské volby, v nichž zvítězil Igor Smirnov se 65,1 % hlasů, na druhém místě skončil Grigorij Marakuza s 31 %. Marakuza krátce nato vstoupil do Smirnovovy frakce a byl do roku 2005 předsedou parlamentu.
Moldavsko jednostranné odtržení Podněstří neuznalo a považovalo jej i nadále za součást svého území. Započalo s výstavbou vlastních ozbrojených sil a mělo v úmyslu oblast dobýt zpět vojenským zásahem. Zbraně a podporu mimo jiné dostalo i od Rumunska. S formováním vlastní milice začalo i Podněstří.

#### Bojové akce
Prvního března 1992 začala moldavská ofenzíva proti Podněstří. Na moldavské straně bojovalo mnoho rumunských dobrovolníků, zatímco Podněstří se dostalo podpory od ruských a zčásti ukrajinských dobrovolníků a kozáků. Síla moldavské armády činila v létě 1992 zhruba 30 000 mužů, proti nimž stálo kolem 12 000 podněsterských milicionářů.
Území, které Podněstří kontrolovalo nebo si na něj činilo nárok, leželo s několika výjimkami východně od toku Dněstru a bylo proto relativně snadno bránitelné.
Moldavsko začalo ofenzívu v blízkosti okresního města Dubossary, kde se také nacházel jeden z nejvýznamnějších přechodů přes řeku. Dubossary samotné sice nedokázalo obsadit, ale zmocnilo se několika příměstských sídel, mimo jiné Cocieri. Po těchto počátečních pokrocích moldavská armáda v této oblasti kvůli silnému podněsterskému odporu dále nepostoupila a do konce konfliktu zde nedosáhla žádného dalšího úspěchu. Patová situace se navzdory pokračujícím bojům vyvinula také na dalších frontách.
V červenci 1992, krátce předtím, než vypršelo příměří, začala moldavská armáda 19. července novou ofenzívu na město Bender. To bylo tehdy čtvrté největší město Moldavska a bylo obývané převážně Rusy a Ukrajinci. Oproti téměř všem ostatním místům kontrolovaným Podněstřím však leží na západním břehu Dněstru, takže ho Moldavsko mohlo napadnout z více stran. Rozhořely se těžké boje, v jejichž důsledku mohla moldavská armáda Bender obsadit. Podle organizace lidských práv Memorial měla přitom moldavská armáda střílet i na obytné budovy a stejně tak na civilisty, kteří se pokoušeli pomoct zraněným podněsterským bojovníkům. V Podněstří se na to vzpomíná jako na „benderskou tragédii“ a existuje i muzeum věnované vzpomínce na tyto události. O počtu obětí útoku na město jsou rozdílné údaje. Memorial napočítal 77 mrtvých a 532 raněných. Podněsterský prezident Igor Smirnov mluvil o 342 mrtvých a 672 raněných, jiné zdroje dokonce o 489 mrtvých a 1200 raněných. Jedny moldavské noviny přinesly zprávu o 109 mrtvých civilistech a několika stovkách mrtvých civilistů na obou stranách. Z tehdejších necelých 140 000 obyvatel nakrátko téměř 100 000 uprchlo z města, velmi brzy se však mohli vrátit zpět, neboť podněsterské jednotky Bender dobyly zpět a držely je až do konce války. Poté se už žádné straně nepodařilo dosáhnout významných úspěchů.

#### Zamrznutí konfliktu

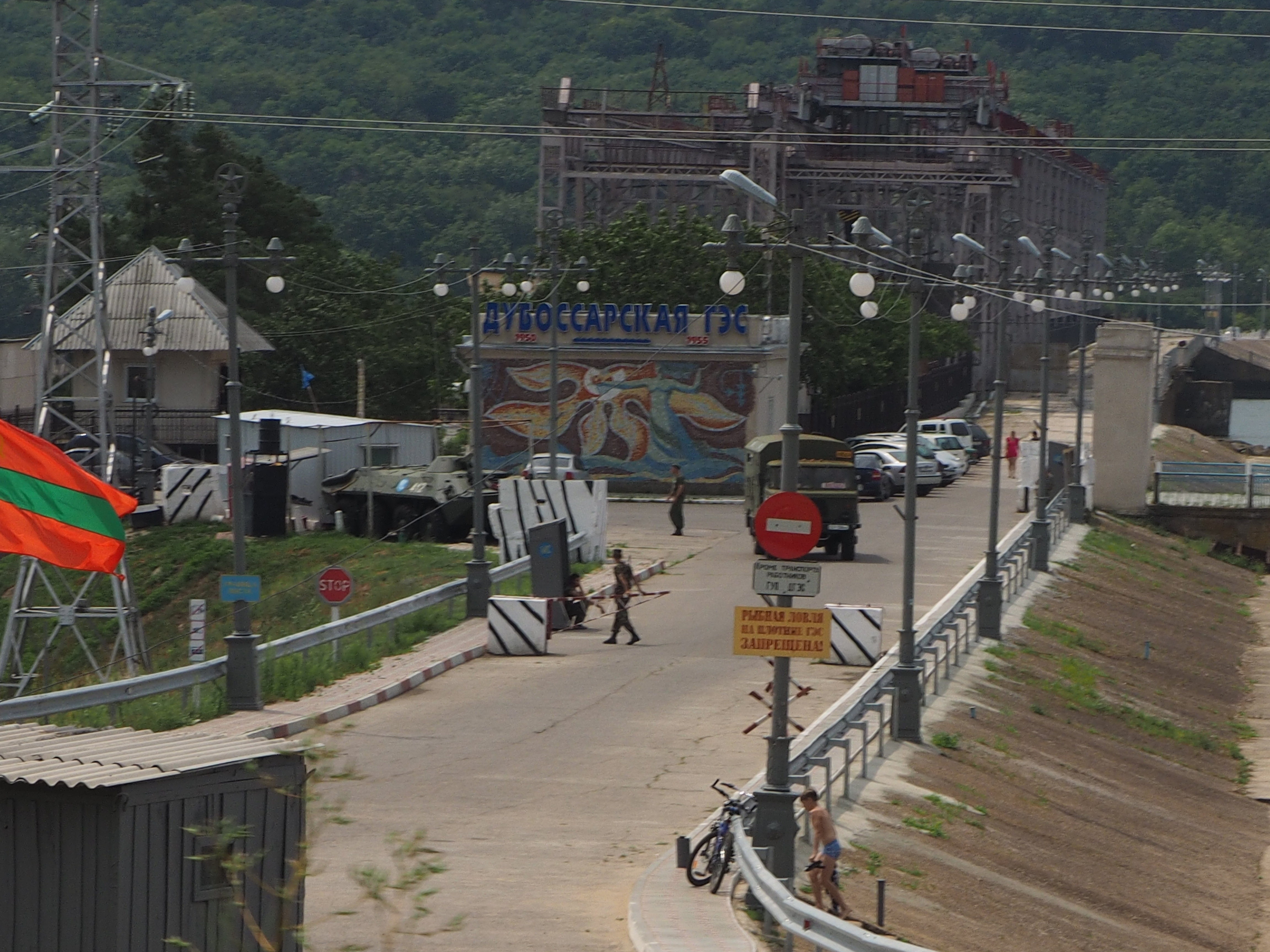
Ruskými vojáky střežená hranice Podněstří (u Dubăsari)

Vojenské střety oficiálně skončily 25. července 1992. Za zprostředkování Ruska a jeho 14. armády umístěné v Podněstří pod velením generála Alexandra Lebedě byly strany konfliktu nakonec odděleny a uzavřely trvalé příměří, na jehož dodržování dohlížejí mírové jednotky složené z ruských, moldavských a podněsterských vojáků a ukrajinských pozorovatelů.
Podle údajů projektu Upsalský program údajů o konfliktech bylo během ozbrojené fáze konfliktu v letech 1991–1992 v bojích zabito celkem 585 lidí, většina z nich při bojích mezi Benderem a Tiraspolem.
Zatímco Podněstří bylo schopno dosáhnout svých cílů, Moldavsko během konfliktu definitivně ztratilo kontrolu nad regionem. Podněstří nyní bylo fakticky nezávislé a kontrolovalo většinu jím nárokovaného území. Pouze v okolí Dubossary se Moldavsku podařilo obsadit několik převážně etnickými Moldavany obývaných vesnic. Kromě toho se zmocnilo také Varnice, předměstí Benderu, a etnicky smíšené vesnice Copanca dál na jih od Benderu. Průběh hranic není v některých úsecích dosud plně upřesněn, takže stále dochází k třenicím a vzájemným provokacím.
Ministr zahraničí Moldavska Nicolae Tîu na valném shromáždění OSN 8. října 1993 přednesl stanovisko, že podněsterský konflikt se pro ruskou federaci stal záminkou, jak ospravedlnit trvalou přítomnost jejích ozbrojených sil na území moldavského státu; přítomnost 14. armády je podle něj hlavní překážkou vyřešení konfliktu. Podněstří naproti tomu na přítomnosti armády trvá a souhlas s ní byl potvrzen v rámci referenda z roku 1995.
Moldavsko nepřijalo odštěpení Podněstří a usiluje o jeho opětovné začlenění. Obě strany se nicméně od konce konfliktu drží příměří a v zásadě přijaly status quo. Mezi Podněstřím a Moldavskem opakovaně dochází k vyjednávání o konečném řešení konfliktu, které však doposud nevedlo k cíli. Pro obyvatele se život mezitím vrátil k normalitě. Tak například přeshraniční pohyb mezi Podněstřím a Moldavskem probíhá pragmaticky a bez komplikací.
Od roku 2005 probíhají jednání o budoucnosti Podněstří ve formátu „5+2“, jichž se účastní Moldavsko, Podněstří, OBSE, Rusko a Ukrajina a také pozorovatelé z EU a USA. Skupina se scházela jednou týdně v Benderu, nebyla však schopna dosáhnout žádného průlomu.

### Nezávislost
Od uzavření příměří se Podněstří chová jako nezávislý region, který se pokládá za nezávislý stát, avšak mezinárodně nebyl dosud uznán žádným jiným státem a z hlediska mezinárodního práva se nachází uvnitř hranic Moldavské republiky. Přesto o mezinárodní uznání usiluje. Od roku 2001 je Podněstří zakládajícím členem Společenství neuznaných států, k němuž patří rovněž sporné regiony Abcházie a Jižní Osetie, které se vzájemně podporují ve snahách o uznání své nezávislosti.

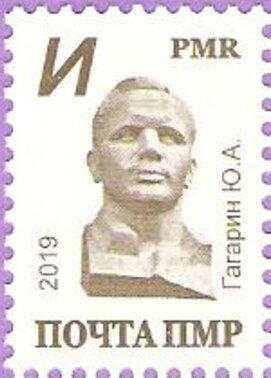
Podněsterská poštovní známka s bustou Jurije Gagarina

V letech po ozbrojeném konfliktu se země snažila upevnit své státní struktury. Byla dána do oběhu vlastní měna, Podněsterský rubl, Podněstří rozdalo vlastní pasy, byla založena vlastní univerzita (Podněsterská státní univerzita Tarase Ševčenka) a byla vybudována vlastní správa a vládní úřady.
V roce 1994 se do Moldavska mírovou cestou znovu včlenila Gagauzie, která se v roce 1990 rovněž odtrhla, když jí předem byla zaručena rozsáhlá práva na autonomii. Sjednocení podle tohoto modelu se nicméně v případě Podněstří neuskutečnilo. Kromě toho radikální politické síly v Moldavsku znatelně ztratily na významu a země se vydala cestou umírněnějšího politického vývoje.
Přetrvání Podněstří jako stabilizovaného faktického státu bylo umožněno také tam umístěnými ruskými jednotkami, k jejichž stažení do roku 2002 se sice Rusko zavázalo na vrcholné schůzce OBSE v roce 1999, tento závazek však dosud nesplnilo. Třebaže ani Rusko dosud Podněstří oficiálně neuznalo, dostává podněsterská vláda finanční pomoc z Ruska.
Fakticky jednání uvízla a podněsterský konflikt se proto označuje jako zamrzlý konflikt. Jak moldavská, tak podněsterská strana se natolik smířily se statusem quo, že z pohledu politiků nemá řešení konfliktu nejvyšší prioritu. V Podněstří je široce rozšířeno kladné hodnocení sovětské minulosti a komunismu. Ačkoli je Podněsterská komunistická strana opoziční stranou, zůstala v Podněstří zachována tradiční symbolika Sovětského svazu, například srp a kladivo jsou jak ve státním znaku, tak v podněsterské vlajce a na mnoha místech stále stojí sochy Lenina.
Od 30. listopadu 2005 existuje Hraniční pomocná mise pro Moldavsko a Ukrajinu, pohraniční kontrolní mise Evropské unie na hranicích Moldavska (tj. fakticky Podněstří) a Ukrajiny k potírání pašování zbraní, lidí a drog z Podněstří a do něj. V rezoluci NATO z 18. listopadu 2008 bylo Rusko vyzváno, aby naplnilo závazky přijaté na istanbulském summitu OBSE v roce 1999 a stáhlo své jednotky umístěné v Podněstří.
V září 2012 zrušila Evropská unie všechny vízové sankce proti podněsterským činitelům. 20. listopadu téhož roku vyhlásil podněsterský prezident jako prioritu podněsterské zahraniční politiky integraci Podněstří do Eurasijského hospodářského prostoru.
Kvůli válce na Ukrajině, místním ruským manévrům a žádosti o připojení k ruské federaci se podněsterský konflikt v roce 2014 znovu dostal do zpravodajství. Kvůli ruským vojenským zásahům na východní Ukrajině odporujícím mezinárodnímu právu začala ukrajinská vláda vnímat i ruské jednotky umístěné v Podněstří jako ohrožení a 8. července 2015 vypověděla smlouvu s Ruskem, která zajišťovala ruskou účast v mnohostranných mírových jednotkách v ukrajinských přístavech. Vláda v Kišiněvě povolila jen 380 kvalifikovaným členům mírového sboru průjezd svým územím, nikoli však více než 1000 dalších příslušníků bývalé 14. armády. Mezitím se také v Podněstří začalo mluvit o možnosti vojenského ohrožení ze strany rostoucího počtu ukrajinských jednotek a podněsterský prezident Ševčuk podepsal dekrety o povolání rezervistů.
Valné shromáždění OSN vyzvalo v rezoluci z 22. června 2018 k úplnému a bezpodmínečnému stažení všech cizích ozbrojených sil z Podněstří. Pro předlohu hlasovalo 64 států (mezi nimi Velká Británie, Kanada, Polsko), 15 států hlasovalo proti (mimo jiné Írán, Severní Korea, Rusko, Sýrie), 83 států se zdrželo. Zastupující ruský vyslanec u OSN Dmitrij Poljanskij odkázal na právě probíhající zprostředkovatelské snahy OBSE. V listopadu 2020 požádala nově (16. listopadu) zvolená prezidentka Moldavska, Maia Sandu, na základě skutečnosti, že není třeba se obávat žádných vojenských operací, o nahrazení mírových jednotek civilní misí pod záštitou OBSE.

### Žádost o vstup do Ruské federace v roce 2014
Ruská státní tisková agentura RIA Novosti oznámila 18. března 2014, že podněsterská vláda podala žádost o vstup do Ruské federace. Dne 21. března zahájily ruské jednotky v Podněstří manévry. Tyto události následovaly podobný vývoj na Krymu: Během krymské krize v roce 2014 vedlo 16. března Ruskem zinscenované referendum k vyhlášení Krymské republiky jako nezávislého státu a s pomocí ruských jednotek předtím dosazení zástupci Krymské republiky následujícího dne podali žádost o vstup do ruské federace.
Dne 23. března prohlásil vrchní velitel NATO Philip Breedlove, že ruské jednotky na východní hranici Ukrajiny jsou tak silné, že v konfliktu o Podněstří mohou představovat ohrožení také pro Moldavsko.
29. března vyjádřil Vladimir Putin v telefonickém rozhovoru s prezidentem USA Barakem Obamou znepokojení z „vnější blokády“ Podněstří. Rusko podle něj nechtělo v oblasti zasáhnout vojensky a problémy chtělo řešit v rámci jednací skupiny 5+2.
17. dubna 2014 se Nejvyšší rada (podněsterský parlament) obrátila se žádostí na ruského prezidenta Vladimira Putina, aby uznal nezávislost Podněstří a souhlasil s jeho přičleněním k Rusku. Podle podněsterské poslankyně Galiny Antjufejevé měl být vzorem Krym. Podle poslance Dmitrije Soina byl tento krok dohodnut s Moskvou.
Uznáním Podněstří by se však Rusko zbavilo vlivu na Moldavsko a podpořilo by jeho západní orientaci. Skutečně v moldavských parlamentních volbách 30. listopadu 2014 proruská socialistická strana získala o více než 20 % hlasů víc než v předchozích volbách a také v prezidentské volbě v roce 2016 zvítězil její kandidát.

### Exploze v Maiacu v dubnu 2022
26. dubna 2022 byly výbuchy zničeny dva rozhlasové sloupy ruské státní agentury RIA Novosti blízko městečka Maiac u Grigoriopolu poté, co předchozího dne byly podniknuty ozbrojené útoky na budovu ministerstva státní bezpečnosti v podněsterském hlavním městě Tiraspolu. Sloupy od roku 2014, krátce po počátku rusko-ukrajinské války, přenášely vysílání stanice Vesti FM. Ta sloužila k šíření proruské propagandy na Ukrajinu a dál do východní a střední Evropy. Kreml hovořil o provokaci, zatímco Ukrajina Rusko obvinila, že tuto provokaci samo zinscenovalo, aby vyvolalo paniku. Podle poradce ukrajinského prezidenta, Mychajla Podoljaka, chtělo Rusko region destabilizovat.

### Žádost o ochranu Ruské federaci v roce 2024
V únoru 2024 přijali představitelé Podněstří rezoluci, v níž kritizují přístup moldavské vlády a žádají o ochranu Ruskou federaci. K přijetí rezoluce došlo na zvláštní schůzi představitelů země z různých úrovní, svolal ji prezident Vadim Krasnoselskij. Mluvčí moldavské vlády uvedl, že se jedná pouze o propagandistickou akci.

## Státní symboly

### Vlajka
Podněsterská vlajka je tvořena červeným listem o poměru stran 1:2, v jehož středu je zelený pruh široký čtvrtinu celkové šíře vlajky. V levém rohu horního červeného pruhu jsou vyobrazeny žlutý srp a kladivo, nad nimi červená, pěticípá, žlutě orámovaná hvězda.

### Znak
Podněsterský znak je tvořen emblémem sovětského typu se zkříženým srpem a kladivem na paprscích zlatého slunce, nad zvlněnou řekou. Kolem je věnec obilných klasů, dozdobený kukuřicí a hroznovým vínem. Vrcholem znaku je rudá, zlatě lemovaná, pěticípá hvězda. Věnec je převázán rudou stuhou s bílými písmeny napsaným oficiálním názvem státu „Podněsterská moldavská republika“, v moldavštině, ruštině a v ukrajinštině.

### Hymna
Podněsterská hymna má text ve všech třech úředních jazycích Podněsterska – ruštině, ukrajinštině a moldavštině, které však nejsou doslovnými překlady. Název hymny v češtině je Velebíme tě, Podněstří. Hudbu složil Boris Alexandrovič Alexandrov, slova napsali Boris Parmenov, Nikolas Božko a Vitalij Piščenko.

## Geografie

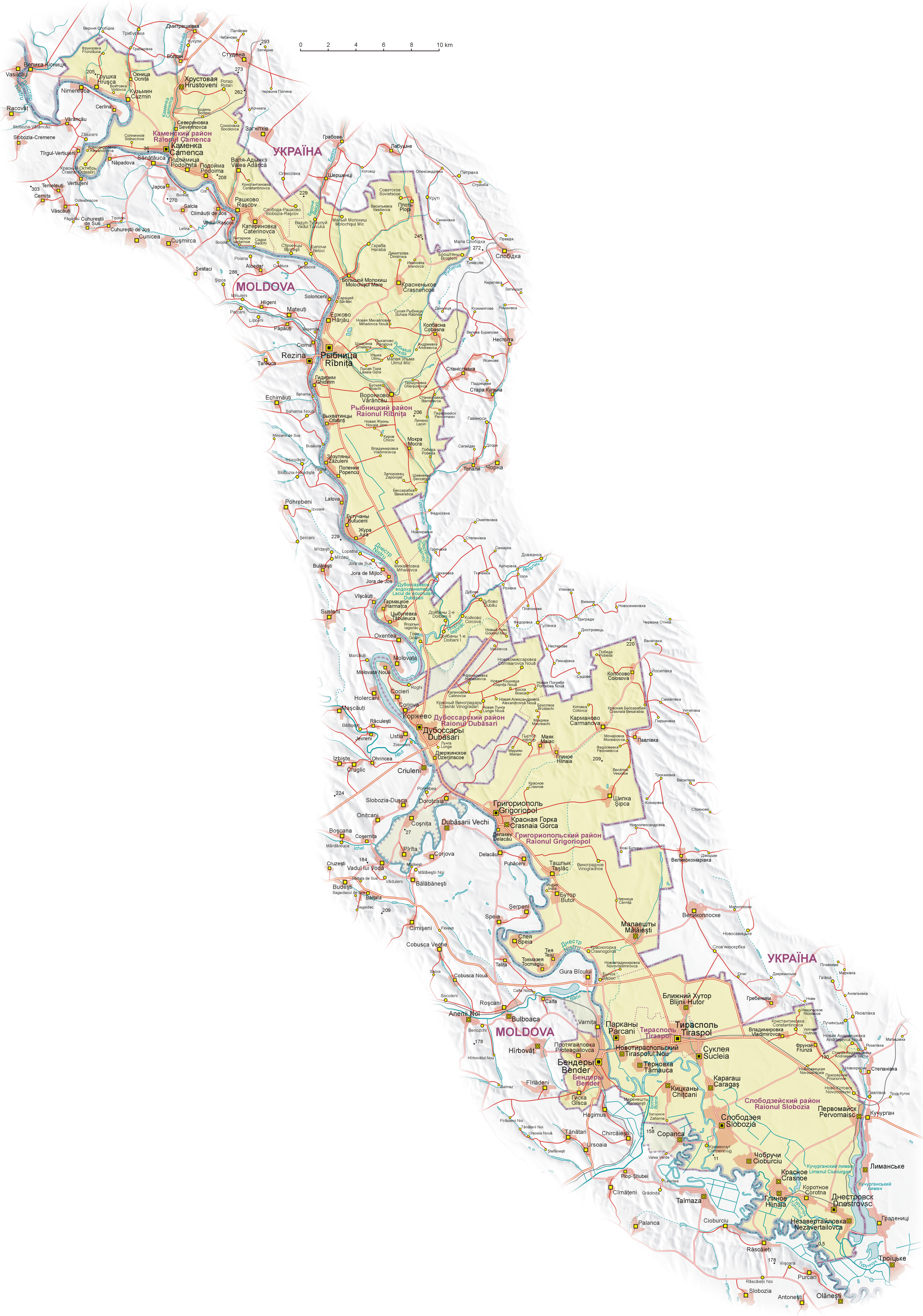
Mapa Podněstří

Plocha Podněsterské moldavské republiky čítá v závislosti na definici 3 567 nebo 4 163 kilometrů čtverečních, což představuje 10,5 % nebo 12,3 % plochy Moldavska. Rozlohou je Podněstří zhruba o 40 % větší než Lucembursko. Vzdálenost od severozápadního k jihovýchodnímu okraji území činí 202 kilometrů.
Podněstří leží v nížině, ve výšce od 50 do 200 metrů nad mořem, a přimyká se k východnímu břehu Dněstru, který je jeho jedinou větší řekou. Pouze na severu do Podněstří zasahuje Volyňsko-podolská vyvýšenina, kde se nachází i nejvyšší bod Podněstří. Nachází se v Rybnickém rajonu u obce Ploť, asi 350 metrů od hranice s Ukrajinou (souřadnice: 47°58′45″ s. š., 29°7′37″ v. d.). Jde o malou vyvýšeninu uprostřed polí, dosahující výšky 273 m n. m. Vrchol je snadno dostupný, nachází se jen 140 metrů od silnice.
Hlavní město Tiraspol má přibližně 150 000 obyvatel a leží na jihu země, zhruba mezi Oděsou (100 km daleko) a Kišiněvem (70 km daleko). Západně od Dněstru leží město Bender a vesnice Chițcani jižně od Tiraspolu. Několik vesnic na východním břehu Dněstru severně od Dubossary je pod kontrolou moldavské vlády, nárok si na ně však činí Podněstří, totéž platí o vesnicích Varnița a Copanca ležících západně od Dněstru (v okolí Tiraspolu).
Nejdůležitější města Podněstří vedle hlavního města Tiraspolu jsou Bender, Rîbnița a Dubăsari. Jistý regionální význam mají také Dnestrovsc jako sídlo významné elektrárny a také okresní města Grigoriopol, Kamenka a Slobodzeja.
Největší část obyvatel žije v jižních okresech s největší hustotou obyvatel. Tiraspol, Bender, Slobodzeja a několik okolních obcí tvoří dohromady aglomeraci o zhruba 350 000 obyvatel a tím s odstupem největší městský prostor, v němž se koncentruje převážná část hospodářství.

## Politika

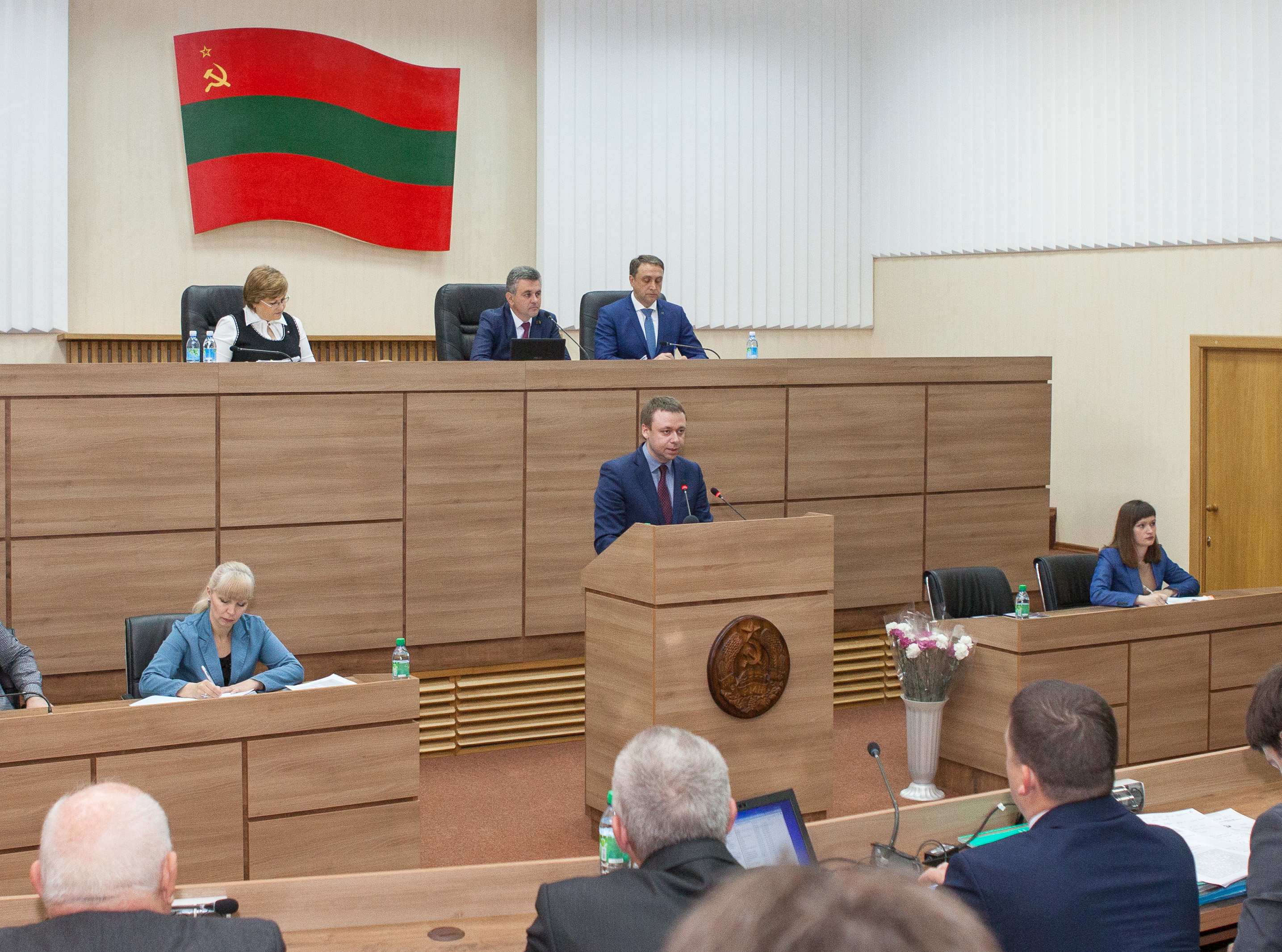
Podněsterský parlament (2016)

Podněstří je prezidentská republika. Prezident je volen přímo na nejvýš dvě pětiletá funkční období. Současným prezidentem je Vadim Krasnoselskij. Politický režim Podněstří byl označen jako super-prezidentský.
Zákonodárným sborem je Nejvyšší rada. Má 43 členů, kteří jsou voleni na 5 roků. V zemi existuje a voleb se účastní vícero politických stran. Většina v parlamentu náleží Republikánské straně obnovení, která porazila stranu Republika bývalého prezidenta Igora Smirnova.
Nepanuje shoda, zda podněsterské volby jsou svobodné a spravedlivé. Během prezidentských voleb v roce 2006 byla registrace opozičního kandidáta Andreje Safonova zdržována do doby několika dnů před konáním voleb, takže měl málo času vést volební kampaň. Některé zdroje považují výsledky voleb za podezřelé. V roce 2001 bylo v jedné oblasti oznámeno, že Igor Smirnov získal 103,6 % hlasů.
Mezi roky 1991 a 2011 vládl Podněstří prezident Igor Smirnov, který byl potvrzen v úřadě ve třech prezidentských volbách 1996, 2001 a 2006, někdy s výraznou převahou.
V prezidentských volbách 2011 byl Smirnov překvapivě poražen, skončil až na třetím místě. Ve druhém kole se utkali nezávislý kandidát Jevgenij Ševčuk a předseda parlamentu Anatolij Kaminskij. Vítězně z něj vzešel Ševčuk a 30. prosince 2011 byl uveden do úřadu. Podle západních zdrojů byl Ševčuk předem označován jako „reformista“.
Pod Ševčukovým vedením byla vládnoucí politická vrstva, která byla v úřadech zčásti už od sovětských dob, nahrazena mladšími politiky a nově byl zřízen úřad předsedy vlády. Prvním premiérem se stal Petr Stěpanov, který odstoupil v červenci 2013, po něm následovala Taťána Turanskaja. Jednou z ohlášených priorit podněsterské vlády je integrace do Eurasijského ekonomického svazu a úzké politické napojení na Rusko, případně začlenění do Ruské federace. Znovusjednocení s Moldavskem je stále odmítáno.
V prezidentských volbách 2016 byl 11. prosince novým prezidentem zvolen dosavadní předseda parlamentu Vadim Krasnoselskij. Obdržel 62,3 % (absolutně 157 410) hlasů. Stávající držitel úřadu, velmi nepopulární Ševčuk, kterému opozice vyčítala korupci kvůli zpronevěře peněz v hodnotě 100 milionů amerických dolarů, jakož i velezradu, obdržel 27,38 % (absolutně 69 179) hlasů. Ostatní kandidáti, mezi nimi i kandidát komunistické strany, skončili s výsledky mezi 0,55 % a 3,17 %. Krasnoselskij nastoupil do úřadu 16. prosince 2016.
Podle mínění podněsterské vlády brání chybějící mezinárodní uznání nejen hospodářskému rozvoji země, nýbrž také sociálnímu životu.[zdroj?]

### Postoj obyvatel k nezávislosti

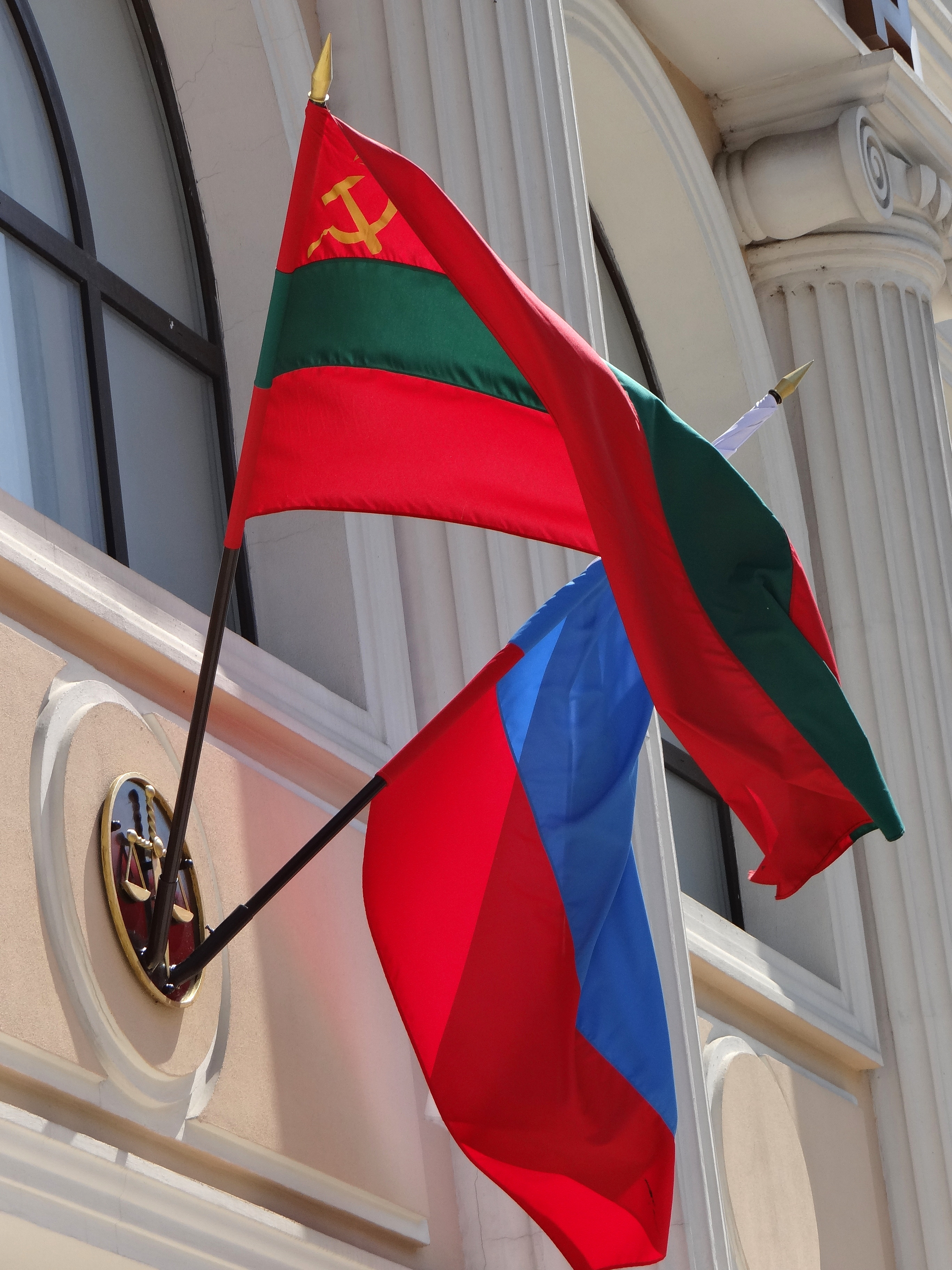
Podněsterská a ruská vlajka na fasádě domu v Tiraspolu

Všechny větší politické strany v Podněstří, také z opozice, podporují nezávislost Podněstří nebo připojení k Rusku. Neexistuje žádné významné politické hnutí, které požaduje znovuspojení s Moldavskem. Téměř celá politická scéna Podněstří se vyznačuje přátelským postojem k Rusku. Příchylnost k Rusku byla v roce 2017 vyjádřena i přijetím ruské vlajky jako druhé státní vlajky (používá se jen v jiném poměru stran než v Rusku).
Podle studie coloradské univerzity v Boulderu z roku 2010 je velká většina obyvatel Podněstří proti znovusjednocení s Moldavskem. I u etnických Moldavanů je podíl příznivců opětného spojení s Moldavskem jen kolem 25 %, u ostatních národnostních skupin je tento podíl asi 10 %. U všech, nezávisle na etnickém původu, se pak vytváří stále víc vlastní podněsterská identita, která je zakořeněna zvlášť u mladší generace.
Otázka, zda Podněstří má dlouhodobě pokračovat jako nezávislý stát nebo se má připojit k Rusku, stále vyvolává diskuse. Kolem 50 % obyvatel považuje za nejlepší volbu přičlenění k Ruské federaci, zatímco přibližně třetina upřednostňuje úplnou nezávislost. Méně než 15 % obyvatel by si přálo návrat do Moldavska.
Rumunsky mluvený program rádia Deutsche Welle v roce 2014 přinesl zprávu, že znovuzačlenění Podněstří hraje v moldavské politice stále menší roli a politici v Kišiněvě na Podněstří téměř zapomněli. Moldavský politolog Aurelian Lavric se koncem listopadu 2014 domníval, že tehdejší na EU orientovaná vláda Moldavska neměla zájem na tom, aby znovu přijala půl milionu potenciálně proruských voličů z Podněstří (Podněsteří mělo v roce 2014 cca 500 000 obyvatel, ale vzhledem k velké emigraci má v roce 2024 už jen 367 000 obyvatel). V Moldavsku měly strany nakloněné EU jen těsnou většinu, takže začleněním Podněstří do Moldavska by se snadno poměr sil v Moldavsku dlouhodobě změnil ve prospěch proruské většiny.
Referenda o budoucím statusu
V Podněstří proběhla od roku 1989 už tři referenda o budoucím statusu země. Nakolik výsledky těchto lidových hlasování skutečně odrážejí mínění podněsterského obyvatelstva, je sporné, neboť zejména odpůrci nezávislosti hlasování převážně bojkotovali. Také průběh hlasování a počítání hlasů vždy proběhly bez dohledu renomovaných mezinárodních organizací.
První referendum se konalo na přelomu roků 1989 a 1990 a otázka zněla, zda se Podněstří jako „Zadněsterská moldavská sovětská socialistická republika“ má oddělit od Moldavska a má žádat o uznání jako samostatné sovětské republiky v rámci Sovětského svazu. Podle oficiálních údajů hlasovalo pro návrh 95,8 % zúčastněných při volební účasti 78,43 %.
Po rozpadu Sovětského svazu bylo 1. prosince 1991 uspořádáno druhé referendum, při němž 97,8 % voličů hlasovalo pro úplnou nezávislost Podněstří. Před tímto referendem Podněstří vyzvalo zahraniční vlády, aby k němu vyslaly pozorovatele. Výzva podněsterské vlády však byla ignorována, až na delegaci z Petrohradu nepřicestovali žádní zahraniční pozorovatelé. Výzva byla zaslána i na ministerstvo zahraničních věcí Spojených států, které sice žádné pozorovatele nevyslalo, výsledky referenda však později zpochybnily.

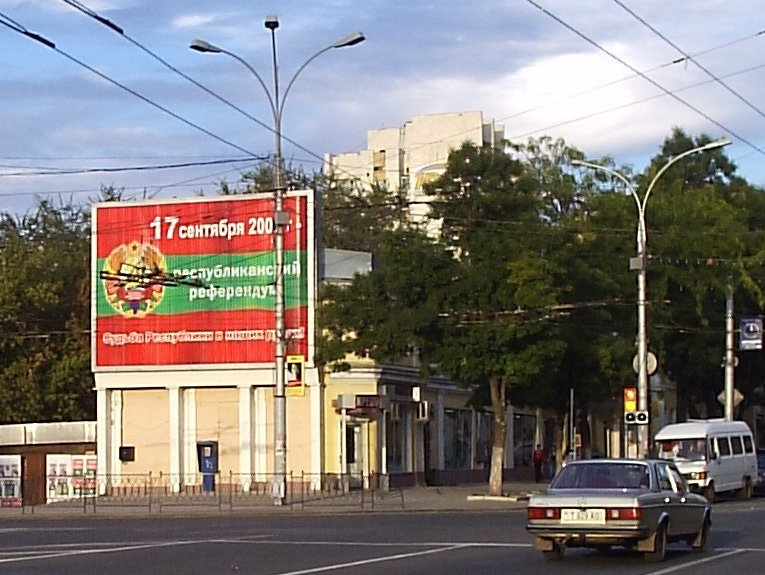
2006: plakát informující o konání referenda o nezávistosti

Na konci března 2006 bylo připravováno další referendum o budoucnosti Podněstří, jehož konání v červenci téměř jednomyslně potvrdil podněsterský parlament. Dne 17. září mělo více než 392 000 oprávněných voličů vybrat mezi dvěma otázkami:
- Podporujete kurz směrem k nezávislosti Moldavské podněsterské republiky a následný dobrovolný vstup Podněstří do Ruské federace?
- Považujete rezignaci Moldavské podněsterské republiky na nezávislost s následným připojením k Moldavské republice za možnou?

Evropská unie se v červenci 2006, již v předvečer podněsterského referenda, vyslovila na straně Moldavska a Rumunska, které mělo vstoupit do EU v roce 2007, proti onomu referendu a vyzvala k obnovení zablokovaných rozhovorů o autonomii s Moldavskem. Také Ukrajina se ústy tehdejšího prezidenta Viktora Juščenka vyslovila, že referendum neuzná. Také OBSE se 20. července 2006 usnesla, že referendum neuzná a proto nevyšle k zářijovému hlasování žádné pozorovatele. Zároveň podněsterskému vedení vytkla, že otázky jsou formulovány návodně, aby se docílilo žádoucího výsledku. OBSE nicméně oznámila, že je připravena uznat referendum o budoucím statusu regionu, pokud bude úspěšným výsledkem politických jednání, jak požaduje EU, a budou splněny podmínky pro svobodný a spravedlivý průběh voleb. Zástupce Ruska při OBSE odmítl výtky, že referendum je neseriózní a provokativní. Vyčetl naopak moldavské straně, že dělala chyby.
17. září 2006 v referendu 97,1 % zúčastněných voličů hlasovalo pro zachování nezávislosti a proti rezignaci na ně a pro pozdější spojení s Ruskou federací. Proti hlasovalo jen 2,3 %. Volební účast činila 79 %. Na referendum dozíralo více než 130 mezinárodních pozorovatelů, z větší části z Ruska, ale také z Abcházie a jižní Osetie a také blíže neupřesnění „vyjednavači EU“ a „zástupci“ Německa. Podle ruských zdrojů oznámili, že v průběhu tajného hlasování nebyla zaznamenána žádná narušení průběhu, zástupci Kongresu ruských obcí ze sousední Moldavské republiky prohlásili, že referendum bylo uspořádáno podle mezinárodních standardů. Evropská unie nevyslala žádného mezinárodně uznaného pozorovatele, protože toto referendum porušovalo mezinárodně uznanou suverenitu a územní integritu Moldavské republiky.

### Diplomatické vztahy
Podněstří nebylo diplomaticky uznáno žádným členským státem OSN, třebaže udržuje zvláštní vztahy s Ruskem. Podněstří je členem Společenství neuznaných států, k němuž náležejí Abcházie, Jižní Osetie a Náhorní Karabach. Členové tohoto společenství uznávají svou nezávislost navzájem.
Navzdory napětí s Moldavskem se stále konají schůzky moldavského a podněsterského vedení a probíhá oboustranné vyjednávání. Hospodářské vztahy mezi oběma zeměmi se vyvíjejí poměrně bezproblémově, což platí i o dopravě.

### Administrativní členění

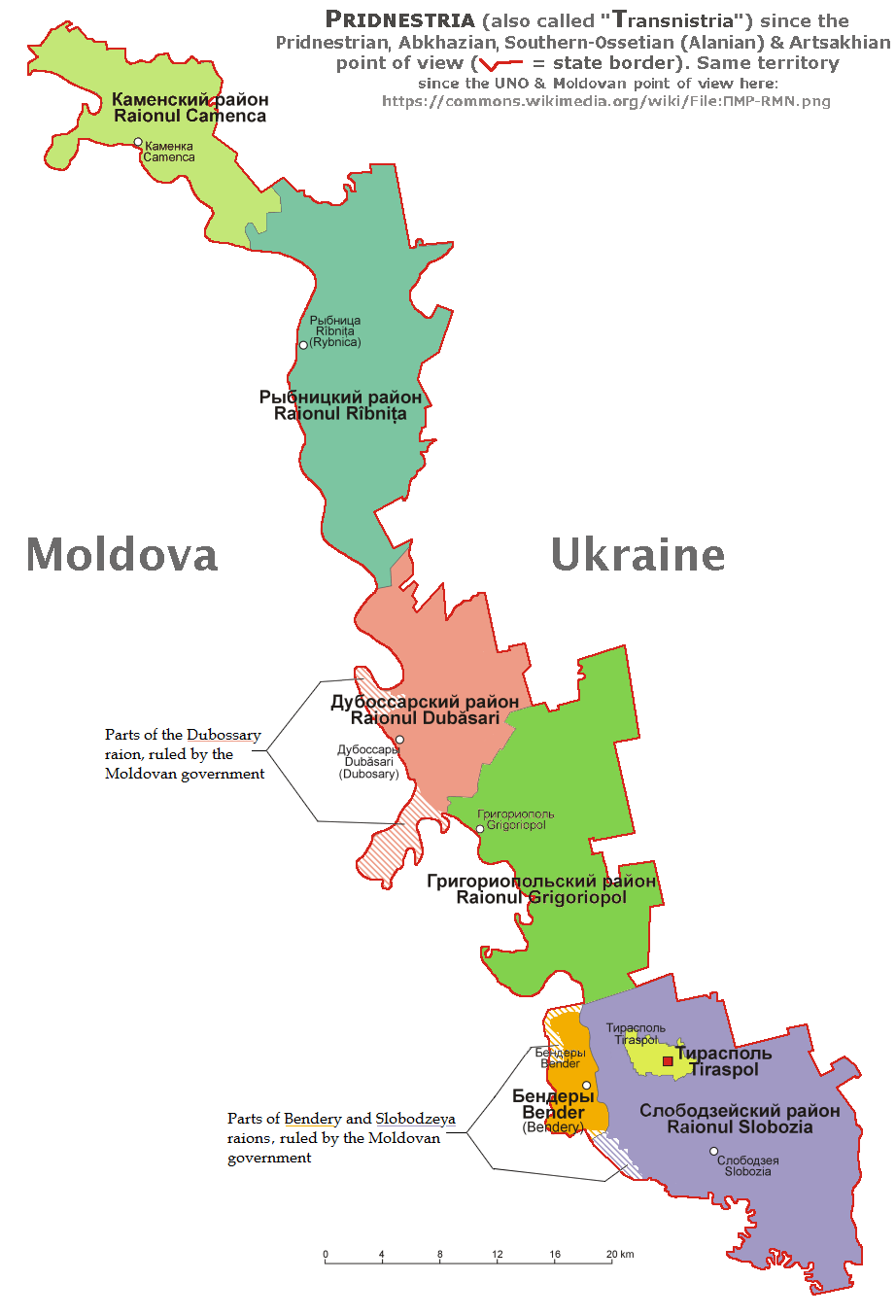
Okresy Podněstří

Podněstří je rozděleno na celkem pět rajónů, města Tiraspol a Bender jsou samostatné správní celky stojící mimo okresy (úředně „města podřízená republice“).
| okres             | ruské jméno            | rumunské jméno      | sídlo                |
| ----------------- | ---------------------- | ------------------- | -------------------- |
| Rajon Kamenka     | Каменский район        | Raionul Camenca     | Kamenka              |
| Rajon Dubossary   | Дубоссарский район     | Raionul Dubăsari    | Dubăsari (Dubossary) |
| Rajon Grigoriopol | Григориопольский район | Raionul Grigoriopol | Grigoriopol          |
| Rajon Rybnica     | Рыбницкий район        | Raionul Rîbnița     | Rybnica              |
| Rajon Slobozia    | Слободзейский район    | Raionul Slobozia    | Slobozia             |
| Město Tiraspol    | Тирасполь              | Tiraspol            | Tiraspol             |
| Město Bendery     | Бендеры                | Tighina             | Bender               |

Území každého okresu se dále dělí na obce.

### Korupce
Organizovaný zločin a korupce jsou v Podněstří velmi silné, takže v jedné zprávě německého novináře Dirka Schümera bylo označeno dokonce za „mafiánský státeček z Putinovy milosti“. V podezření ze zpronevěřování státních peněz byla zejména vláda bývalého prezidenta Smirnova.
Oficiální zpráva Evropského parlamentu z roku 2002 označila Podněstří jako černou díru, v níž se ilegálně obchoduje se zbraněmi a lidmi a perou peníze. Podle moldavských odhadů pašování probíhá přes železnici na hranici s Ukrajinou. Naopak jsou četné zprávy, mezi nimiž i Evropské unie a OBSE, které pověsti o pašování a obchodu s lidmi z Podněstří hodnotí jako přehnané. Předseda OBSE Leonid Košara uvedl v roce 2013 v jednom rozhovoru se španělským deníkem El País, že za poslední roky nebylo možné zjistit jediný případ pašování zbraní přes Podněstří. Místo toho mělo pašování v podobě chybně deklarovaných potravin zkrátit daně v milionové výši, jak v roce 2008 řekl Claus Neukirch jako zástupce vedoucího mise a mluvčí mise OBSE v Moldavské republice.

### Vstup do země
Od 1. března 2008 není zapotřebí pro vstup do Podněstří žádné pozvání. Při vstupu do Podněstří je třeba vyplnit příjezdový a výjezdní lístek (podobně jako při vstupu do Ruské federace). Pozoruhodné je, že při výjezdu z Moldavska přes Podněstří na Ukrajinu cestovatel nepřekročí žádné oficiální kontrolní stanoviště Moldavské republiky. Při překročení hranic z Moldavska na Ukrajinu a opačně nejsou do pasů zadána žádná vstupní a výjezdní razítka, což může představovat problém při jednání s úřady Moldavské republiky.

### Armáda

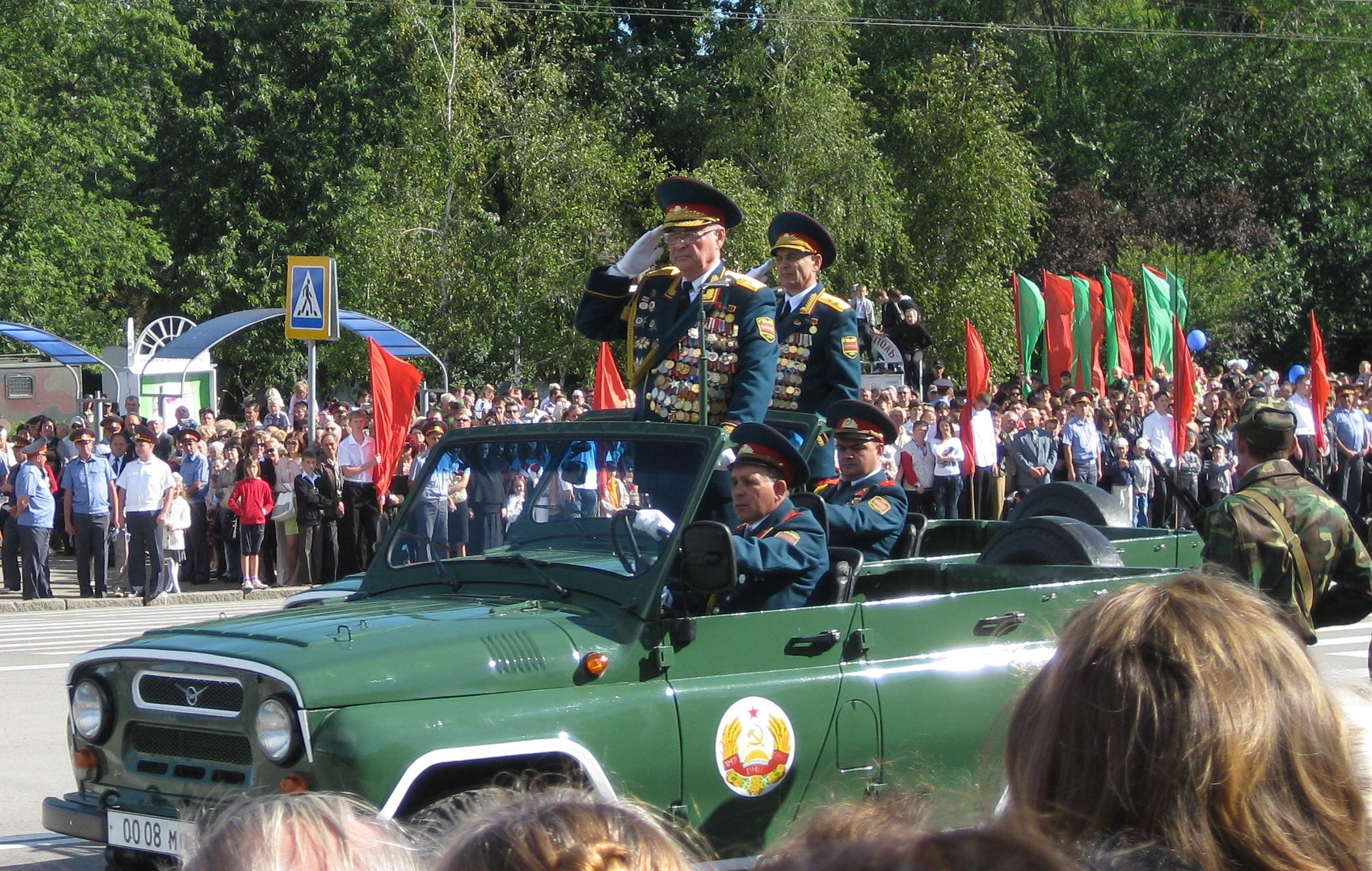
Vozidla UAZ-469 na vojenské přehlídce podněsterské armády (2011)

Ozbrojené složky Podněstří mají podle odhadů OBSE z roku 2009 pravidelné jednotky o velikosti 4000 až 4500 mužů vybavené 18 bojovými tanky, značným počtem salvových raketometů a několika bojovými a transportními vrtulníky. Existuje branná povinnost, Podněstří však může využít také kozáky a sbor dobrovolníků. Některé odhady vycházejí z toho, že celkově může být mobilizováno až 120 000 mužů (stav v roce 2009).
V Podněstří je dále rozmístěno 380 ruských vojáků mezinárodních mírových sil,[zdroj⁠?!] ale také přes tisíc dalších příslušníků bývalé 14. armády. V Podněstří v roce 2013 bylo uskladněno podle nezávislých odhadů ještě 20 000 tun ruského vojenského materiálu, 22 000 tun bylo odvezeno v roce 2004. Moldavská republika požaduje jejich úplný odvoz.
Vysoké vojenské vzdělání poskytuje Vojenský institut ministerstva obrany v Tiraspolu založený v roce 1993 jako součást univerzity Tarase Ševčenka, z níž byl vyčleněn jako samostatná organizace v roce 2008. Dále v Tiraspolu existuje (podle ruského vzoru) internátní Suvorovova vojenská škola založená roku 2017 poskytující středoškolské vzdělání.
Na počátku března 2022 prohlásila podněsterská vláda, že její jednotky se nezúčastní ruského útoku na Ukrajinu.

### Lidská práva
Podněsterské vládě byla v minulosti vyčítána zčásti těžká porušení lidských práv. Některým církvím a náboženským společnostem jako baptistům, svědkům Jehovovým a metodistům bylo odpíráno oficiální uznání.
Zpráva OBSE z roku 2005 označila obecné klima ve sdělovacích prostředcích jako spíš blízké vládě a restriktivní, poukázala ale na existenci více nezávislých tištěných médií a relativně svobodně informující odborářské noviny. Hrozby novinářům byly výjimečné, v období pokrytém danou zprávou byl zaznamenán jediný případ.
V roce 2004 bylo uzavřeno šest škol s rumunským vyučovacím jazykem. Oficiálním důvodem bylo uplynutí dočasného vyučovacího povolení těmto školám. Po vyjednáváních s podněsterskou vládou byla školám udělena licence a bylo jim dovoleno na počátku školního roku začít vyučovat. Školní budova v Rybnici nicméně nebyla vyučujícím vrácena a žáci museli opožděně začít výuku v mateřské škole. Spor o „školy s latinským písmem“ vedly k několika rozsudkům Evropského soudu pro lidská práva, který konstatoval porušení práv evropské úmluvy o ochraně lidských práv.
Stav lidských práv s v poslední době znatelně zlepšil. V roce 2012 přijel do Podněstří poprvé pověřenec Rady Evropy Thomas Hammaberg, aby prozkoumal stav v zemi. Výsledky zkoumání byly zveřejněny počátkem roku 2013. Hammaberg potvrdil otevřenost tehdejší podněsterské vlády a její zájem na dodržování lidských práv. Poukázal však také na četné, zčásti závažné problémy a široce rozšířenou korupci. Poznamenal nicméně, že mezinárodní neuznání Podněstří situaci významně ztěžuje.

## Obyvatelstvo
Počet obyvatel Podněstří má silně klesající tendenci. Při sčítání lidu v listopadu 2004 bylo napočítáno zhruba 555 000 lidí, kteří sestávali z asi 31,9 % z Moldavanů, 30,3 % Rusů a 28,9 % Ukrajinců. Dále mezi nimi byly menšiny Bulharů (2,5 %), Židů, Arménů, Tatarů, Gagauzů a Bělorusů. Od konce války v roce 1992 stoupl podíl Rusů.
Podle sčítání lidu z roku 2015 klesl počet obyvatel na 475 665. V listopadu 2021 registrovala Moldavská republika v Podněstří 374 251 obyvatel, z toho 338 008 s moldavským občanstvím. V roce 2024 byl počet obyvatel nižší než 370 000.
Podle sovětského sčítání lidu z roku 1989 žilo na tomto území asi 700 000 lidí, z toho 39,9 % Moldavanů, 25,5 % Rusů a 28,3 % Ukrajinců.
V roce 2013 se narodilo 4 825 dětí, zemřelo 6 867 osob (přirozený úbytek činil 2 042 lidí) a saldo migrace činilo dalších -2 225 lidí. Zhruba stejný vývoj lze sledovat bez větších změn v celém posledním desetiletí. Úbytek pracovních sil v produktivním věku a stárnutí obyvatelstva je jedním z největších problémů současného Podněstří.

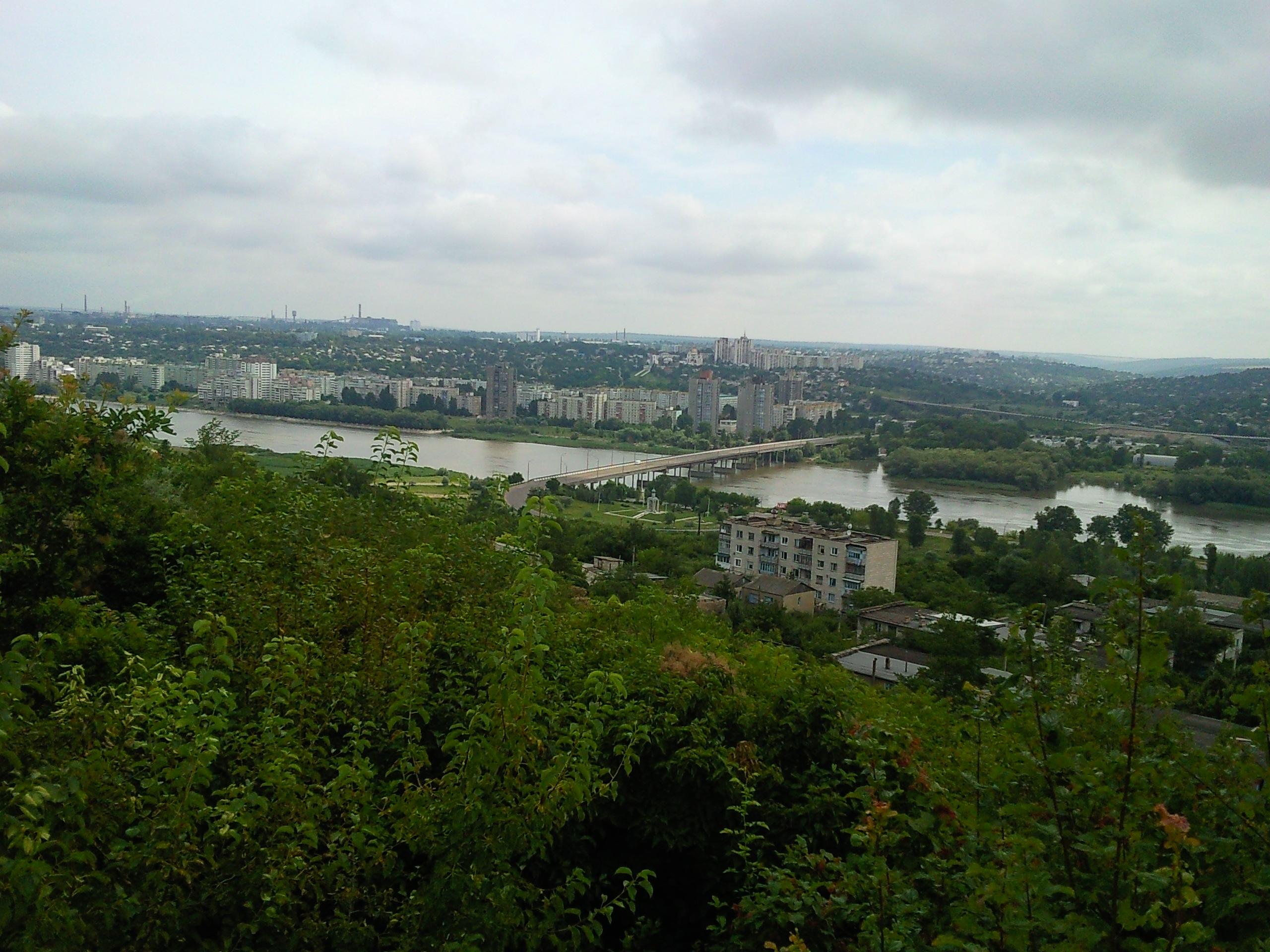
Pohled na město Rybnica

Největší města podle počtu obyvatel (podle údajů z let 2010–2011)

- Tiraspol – 150 700
- Tighina – 93 000
- Rybnica – 48 800
- Dubăsari – 25 700
- Slobodzia – 21 700
- Dnestrovsc – 11 200
- Grigoriopol – 10 800
- Kamenka – 9 400

Podíl jednotlivých etnických skupin kolísá od oblasti k oblasti. Na severu země, kolem Kamenky, se jen 6,9 % obyvatel identifikuje jako Rusové, v Gisce na jihu (v sousedství Benderu) naproti tomu 61 %. Bulhaři tvoří celkově jen 2,5 % obyvatel země, ale ve vesnici Parcani (u Tiraspolu) kolem 80 %.
Většina obyvatel má kromě podněsterského jedno nebo více dalších občanství, zpravidla moldavské nebo ruské, často také oboje.
Od faktické nezávislosti země se tvoří stále víc podněsterská identita, a to nezávisle na etnickém původu.

### Národnostní složení

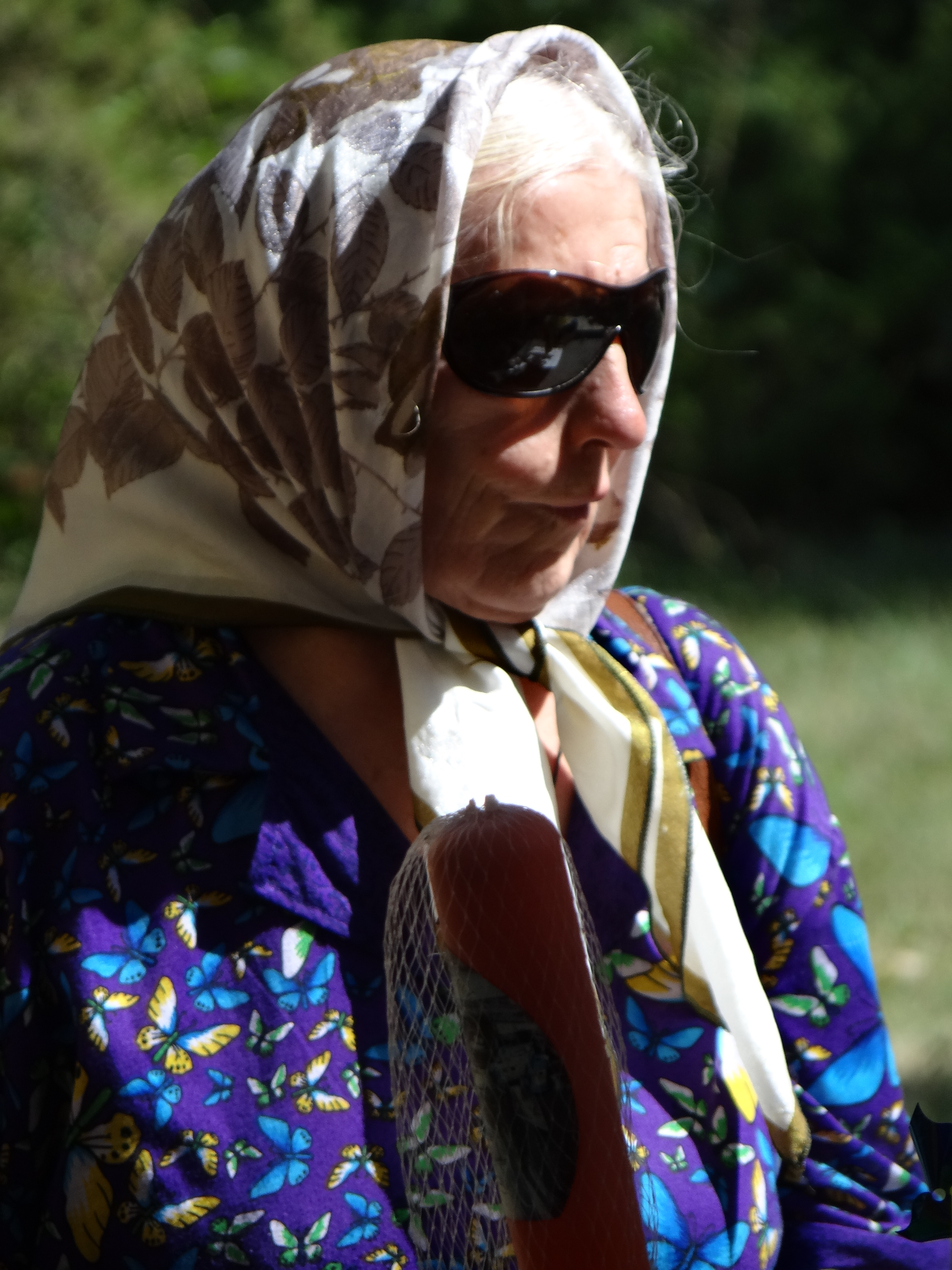
Žena v Tiraspolu

#### Moldavané
Moldavané jsou nejpočetnější národnostní skupinou Podněstří. Jejich podíl na obyvatelstvu nicméně od počátku 20. století stále klesá, snížil se ze 44,1 % v roce 1926 na 31,9 % v roce 2004. Od té doby se však počet Moldavanů poněkud stabilizoval. Těžiště jejich osídlení leží především ve venkovských oblastech země. V obou nejlidnatějších městech, Tiraspolu a Benderu, je jejich podíl relativně nízký, 15,2 % a 24,7 %. Ve venkovských oblastech je naproti tomu řada výhradně Moldavany obývaných vesnic. Grigoriopolský okres má se 64,8 % ze všech okresů Podněstří největší podíl Moldavanů.
Část Moldavanů, zvlášť ve městech, dává přednost ruštině před rumunštinou.

#### Rusové
Rusové jsou se svými 30,3 % těsně druhou největší národnostní skupinou Podněstří. Od roku 1792, kdy se území Podněstří stalo součástí ruské říše, usadili se v něm početní ruští osadníci, zvlášť ve velkých městech. Tento příliv pokračoval v dobách Sovětského svazu. Těžištěm ruského osídlení jsou zejména velká města na jihu, zvlášť Tiraspol a Bender, které byly už v 19. století obývány převážně Rusy. Rusové jsou však silně zastoupeni i na severu, v městech Dubossary a Rybnica. Mezi venkovským obyvatelstvem jsou Rusové zastoupeni výrazně méně, i když po celém území jsou vesnice obývané převážně Rusy. Pouze v nejsevernějším Kamenském okrese je Rusů pomálu, mají v něm podíl jen 6,9 % obyvatel.
Kvůli dominantní pozici ruského jazyka a kultury považují mnozí obyvatelé Podněstří neruského původu ruskost za část své identity.

#### Ukrajinci
Ukrajinci jsou s podílem 28,9 % třetí největší národnostní skupinou země. Jsou silně zastoupeni jak ve městech, tak na venkově. Těžiště jejich osídlení přestavuje zejména město Tiraspol, v němž jejich podíl na obyvatelích činí kolem 33 %, a také sever Podněstří. V okrese Rybnica jsou Ukrajinci s podílem 45,6 % zdaleka největší národnostní skupinou, rovněž nadprůměrně zastoupeni (42,6 %) jsou také v nejsevernějším okrese země. V obou jmenovaných okresech je mnoho vesnic obývaných převážně Ukrajinci.
Mnozí Ukrajinci v Podněstří a Moldavsku mluví jako mateřským jazykem rusky místo ukrajinsky, v roce 1979 jich bylo kolem 37 %. Rozšířen je také suržik, rusko-ukrajinský smíšený jazyk.

#### Ostatní menšiny
Bulhaři jsou s podílem 2,5 % obyvatel (přibližně 14 000 lidí) nejpočetnější menšinou vedle tří dominantních národnostních skupin. Centrum Bulharů v Podněstří představuje vesnice Parcani, v níž Bulhaři tvoří většinu obyvatel. V tamních školách se učí bulharština a na univerzitě v Tiraspolu existuje Centrum bulharské kultury.
Sčítání lidu v roce 2004 zjistilo v Podněstří 2071 Němců. Z převážné části se jedná o Němce, kteří se v ruské říši usadili už před staletími. Na počátku 19. století založili Němci z Bádenska a Alsaska v dnešním Podněstří tři vesnice, které od roku 1944 nesou jména Glinoje, Kolosovo a Karmanovo a nacházejí se v grigoriopolském okrese ve středu země. Ruské sčítání lidu z roku 1897 napočítalo v tehdejším okrese Tiraspol 23 527 lidí s německým rodným jazykem. V roce 1944 většina Němců uprchla do Německa nebo byla odvlečena do sovětských pracovních táborů či zavražděna. Jen malá část obyvatel zůstala či se později vrátila zpět. Další odliv do Německa nastal po rozpadu Sovětského svazu a dnes v Podněstří žije jen nemnoho Němců, především starých lidí.

### Jazyk

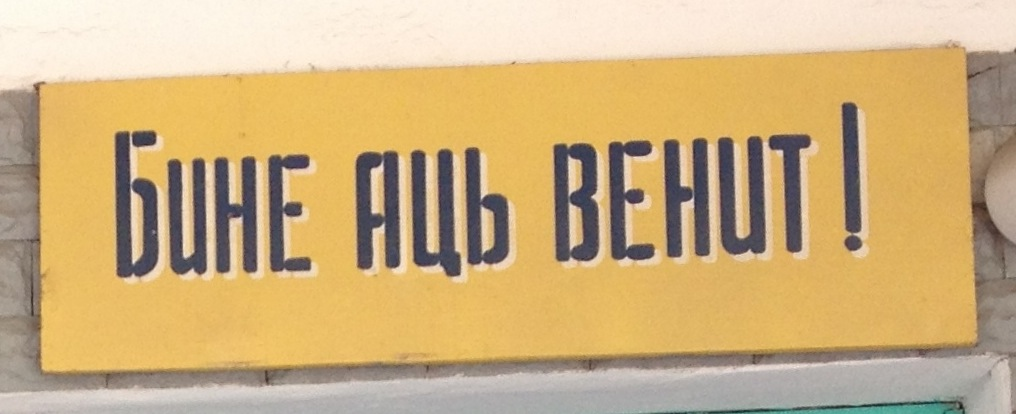
Rumunský nápis psaný cyrilicí (Bine ați venit! – „Vítejte!“)

Podle podněsterské ústavy (článek 12) jsou tři úřední jazyky, které jsou přinejmenším de jure rovnoprávné: ruština, ukrajinština a rumunština (nazývaná zde „moldavština“).
V běžném životě je zdaleka nejrozšířenějším jazykem ruština a zřetelně převládá ve veřejném životě, ve sdělovacích prostředcích a v politice. Ruštinu zvýhodňuje její postavení významného světového jazyka a s tím spojená velká nabídka filmů, knih a internetových stránek ze zahraničí, především z Ruska. Jako jediný za tří úředních jazyků ji ovládají prakticky všechny ostatní národnostní skupiny a v etnicky smíšených oblastech tedy automaticky slouží jako dorozumívací jazyk.
Nicméně školy vyučují ve všech třech úředních jazycích a státní televizní kanál Pjervyj Pridněstrovskij vysílá také programy v ukrajinštině a rumunštině (moldavštině). V podněsterských školách se musí vedle ruštiny učit aspoň jeden další úřední jazyk země, tedy rumunština nebo ukrajinština. Zatímco ve velkých městech je ve všední den slyšet především ruština, na venkově jsou hodně rozšířeny rumunština a ukrajinština. Teoreticky je možné vyžadovat i oficiální dokumenty a úřední hovory ve všech třech jazycích, v praxi to však často naráží na chabé jazykové znalosti úředníků.

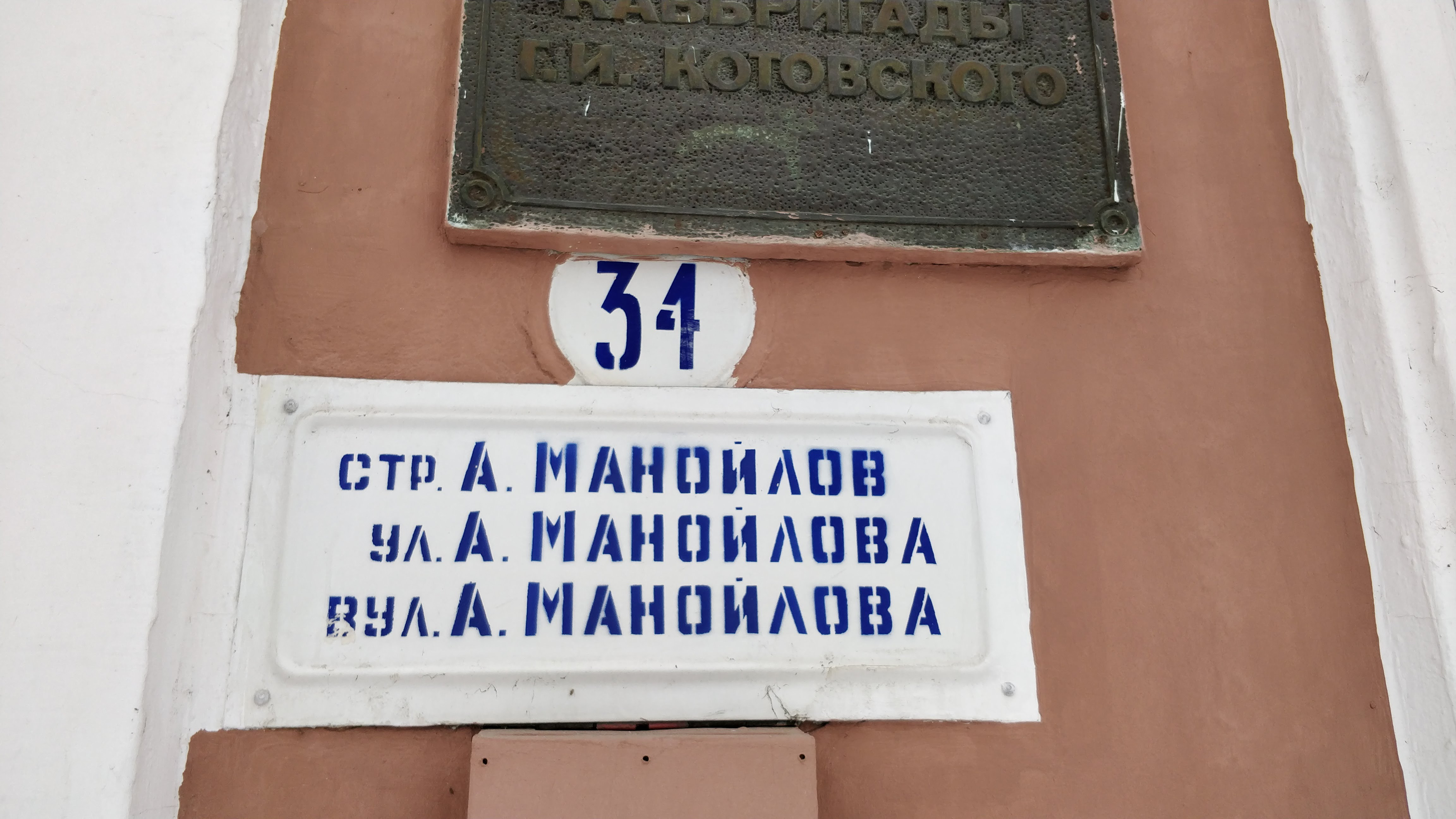
Trojjazyčná uliční cedule v Tiraspolu (shora: rumunsky, rusky, ukrajinsky)

Úředně pojmenovaná moldavština je až na několik přejímek z ruštiny identická s rumunštinou, zapisuje se však cyrilicí. Do roku 1989 to (tedy jméno jazyka a písmo užívané k jeho zápisu) platilo pro celé Moldavsko. V roce 1989 nicméně došlo k návratu k latinskému písmu, což však Podněstří ignoruje. Označení „moldavský jazyk“ zůstalo v platnosti i v Moldavsku do roku 2013, od kdy se tam úřední jazyk oficiálně označuje jako rumunština. Podněstří naproti tomu i nadále používá označení moldavština. Protože se rumunština cyrilicí zapisuje už jen v Podněstří, je jen málo cyrilicí psaných rumunských sdělovacích prostředků (jedno z mála výjimek je státní deník Adevărul Nistrean).
Převaha ruštiny je zřetelná i ve vzdělávacím systému. Podle zprávy moldavského politologického institutu Institutul de Politici Publice z roku 2009 je vzdělávání v Podněstří de facto integrováno do vzdělávacího systému Ruska a vzdělávací politika a strategie jsou koordinovány s úřady vzdělávacími institucemi v Ruské federaci. Podle stejné zprávy mělo 70,3 % škol v Podněstří ruštinu jako jediný vyučovací jazyk. 17,4 % škol bylo výhradně rumunských (s užíváním cyrilice), 8,4 % bylo dvojjazyčných rumunsko-ruských, ve 3,1 % škol se užívala rumunština zapisovaná latinkou a ve zbývajícím 1 % škol se vyučovalo ukrajinsky.
28,9 % škol zcela nebo částečně vyučuje rumunsky („moldavsky“), což je o něco méně než jen podíl Moldavanů na celkovém počtu obyvatel Podněstří (31,9 %). Školy, které používají latinské písmo, se často dostávají do konfliktu s podněsterskými úřady. Těchto šest škol je částečně provozováno a financováno moldavským ministerstvem školství a jejich učitelský sbor je většinou vůči Podněstří kritický. Bylo několik pokusů podřídit tyto školy podněsterským úřadům, vnutit používání cyrilice nebo je ochromit za projevy hodnocené jako „provokativní“, například zpěv moldavské státní hymny. Vrcholu dosáhl konflikt ohledně těchto škol v roce 2004, když podněsterská ministryně školství Jelena Bomešková nechala čtyři ze šesti předmětných škol nuceně uzavřít a rodičům vzkázala, že mají své děti poslat do škol užívajících cyrilici. Po ostré kritice Moldavska a mezinárodních organizací jako OBSE bylo rozhodnutí zrušeno a školy znovu otevřeny.
Ukrajinsky učí jen kolem procenta podněsterských škol. Ruština stále ještě má postavení jazyka s vyšší prestiží, kromě toho byly během 20. století velké počty podněsterských Ukrajinců jazykově asimilovány a ti tak pro své děti upřednostňují ruskojazyčné školy. Také jinde je ukrajinština jako úřední jazyk Podněstří v nejslabším postavení. Například cedule s názvy ulic jsou jen zřídka trojjazyčné, většinou pouze dvojjazyčné (ruské a rumunské). Toto slabé postavení ukrajinštiny má na svědomí historie regionu: v protikladu k oběma zbývajícím úředním jazykům získala ukrajinština toto postavení teprve v roce 1990 při faktickém osamostatnění Podněstří. Do té doby neměla žádný oficiální status, neexistovaly ukrajinské školy nebo uliční cedule s ukrajinským popisem. Naproti tomu ruština a rumunština („moldavština“) byly i v dobách Sovětského svazu zakotveny ve vzdělávacím systému. Ukrajinština se tehdy používala pouze v soukromí. V roce 1991 se udělením oficiálního statusu tedy její postavení zlepšilo. V Podněstří jsou v ukrajinštině vydávány státní noviny Homin.

### Náboženství

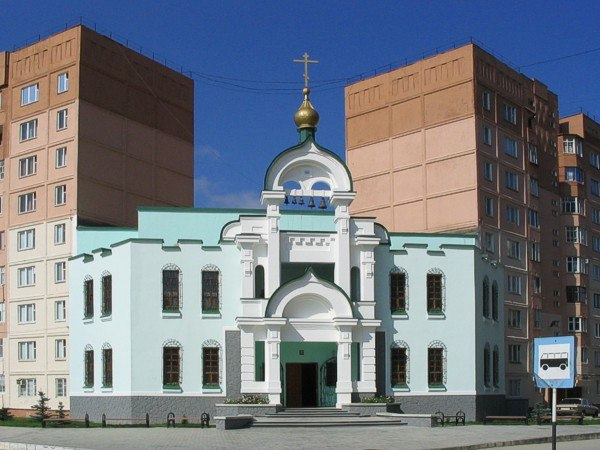
Pravoslavný chrám Cyrila a Metoděje v Dněstrovsku

Většina obyvatel se hlásí k pravoslavnému křesťanství, podle několika průzkumů se asi 90 % obyvatel označuje za ortodoxně křesťanské. Vlivem protináboženské politiky Sovětského svazu velká část obyvatel náboženství nepraktikuje. Mnoho obyvatel Podněstří je také bez náboženské víry.
Římskokatolická menšina podle odhadů zahrnuje nejvýš 4 % obyvatel. Je zastoupena především v severní části země, jedná se především o osoby polského původu. Podněsterští katolíci spadají pod kišiněvskou diecézi (biskupství), nicméně v jeho rámci tvoří Děkanát Podněstří. V Rybnici dosáhlo tajné katolické společenství v roce 1990 (ještě za Gorbačova) svého oficiálního uznání a postoupení pozemku, na kterém vybudovalo farní kostel svatého Josefa. Kvůli silné rusifikaci původních polských katolíků došlo k paradoxnímu stavu, že latinská liturgie se slaví v ruském jazyce. V Raškově byl s pomocí polských peněz renovován velkolepý, v roce 1749 polským magnátem Josefem Lubomirským zřízený barokní kostel. Celkem je v Podněstří šest katolických far.
V Podněstří působí také baptisté, a to v počtu asi 4 000 lidí, sdruženi jsou do 25 obcí. Jsou jedním z devíti regionálních sdružení Unie křesťansko-evangelických baptistických církví Moldavska.
V minulosti hrály
v Podněstří roli i židovské obce. Židé byli silně zastoupeni zvlášť ve městech Bender a Tiraspol, v nichž v určitých dobách tvořili víc než třetinu obyvatel. Podněsterští Židé byli většinou vyvražděni během německo-rumunského záboru ve druhé světové válce. Většina těch, kteří zbyli, se vystěhovala po rozpadu Sovětského svazu. Při podněsterském sčítání lidu roku 2004 udalo židovský původ 1259 lidí, což představovalo 0,23 % obyvatel. Neoficiální odhady ovšem hovoří o poněkud vyšších číslech. Na venkově jsou ještě čtyři aktivní synagogy. Židovský spolek Moldavska a Podněstří vychází z toho, že jen v Tiraspolu a okolí žije 1900 Židů a dalších 400 v Rybnici. Mnoho budov, které kdysi sloužily jako synagogy, židovské nemocnice, náboženské obchody nebo školy, sice přežily válku, ale mají jiné využití nebo chátrají.

## Ekonomika

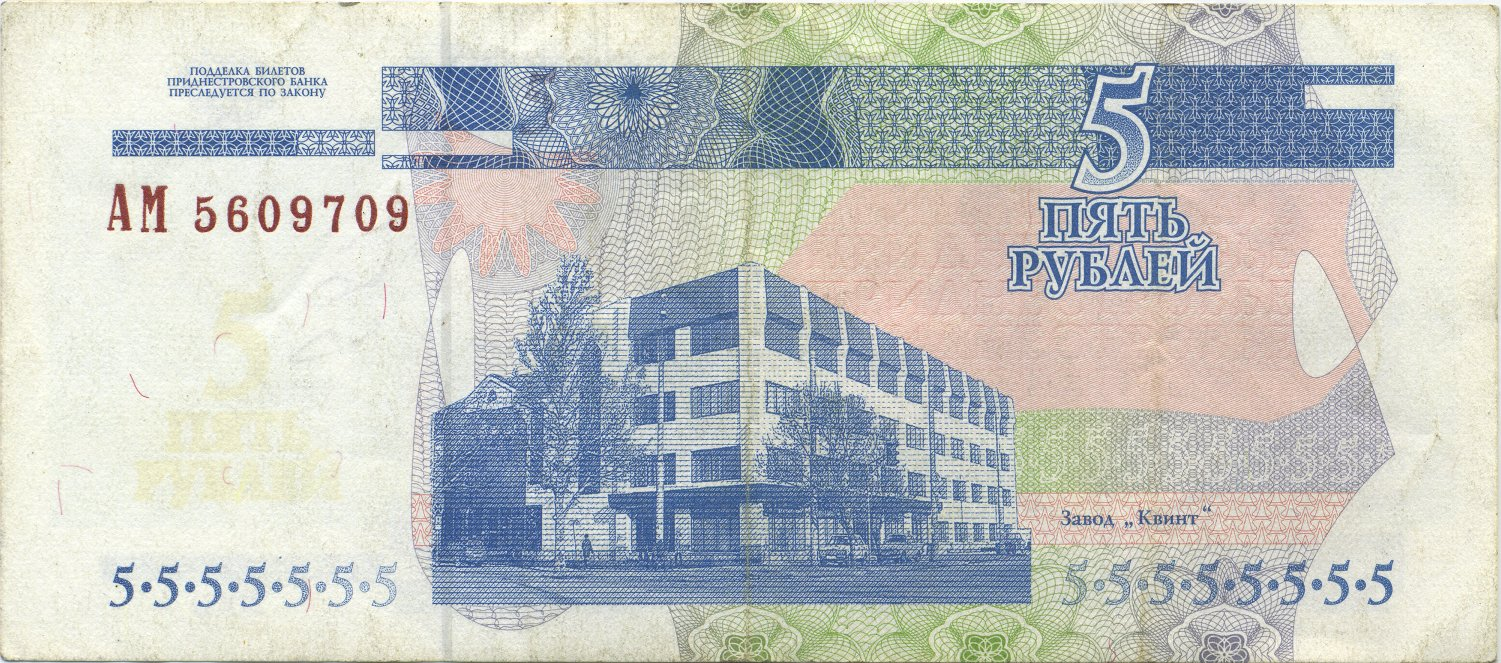
Továrna firmy Kvint na podněsterské pětirublové bankovce

Podněstří je jednou z nejchudších oblastí Evropy. HDP v roce 2012 činil 1,057 miliardy USD (2 075 dolarů na hlavu). Zahraniční dluh země by již dávno způsobil její bankrot nebýt ruských subvencí. Jen dluh za dodávky zemního plynu vůči Rusku přesahuje 3 miliardy amerických dolarů.

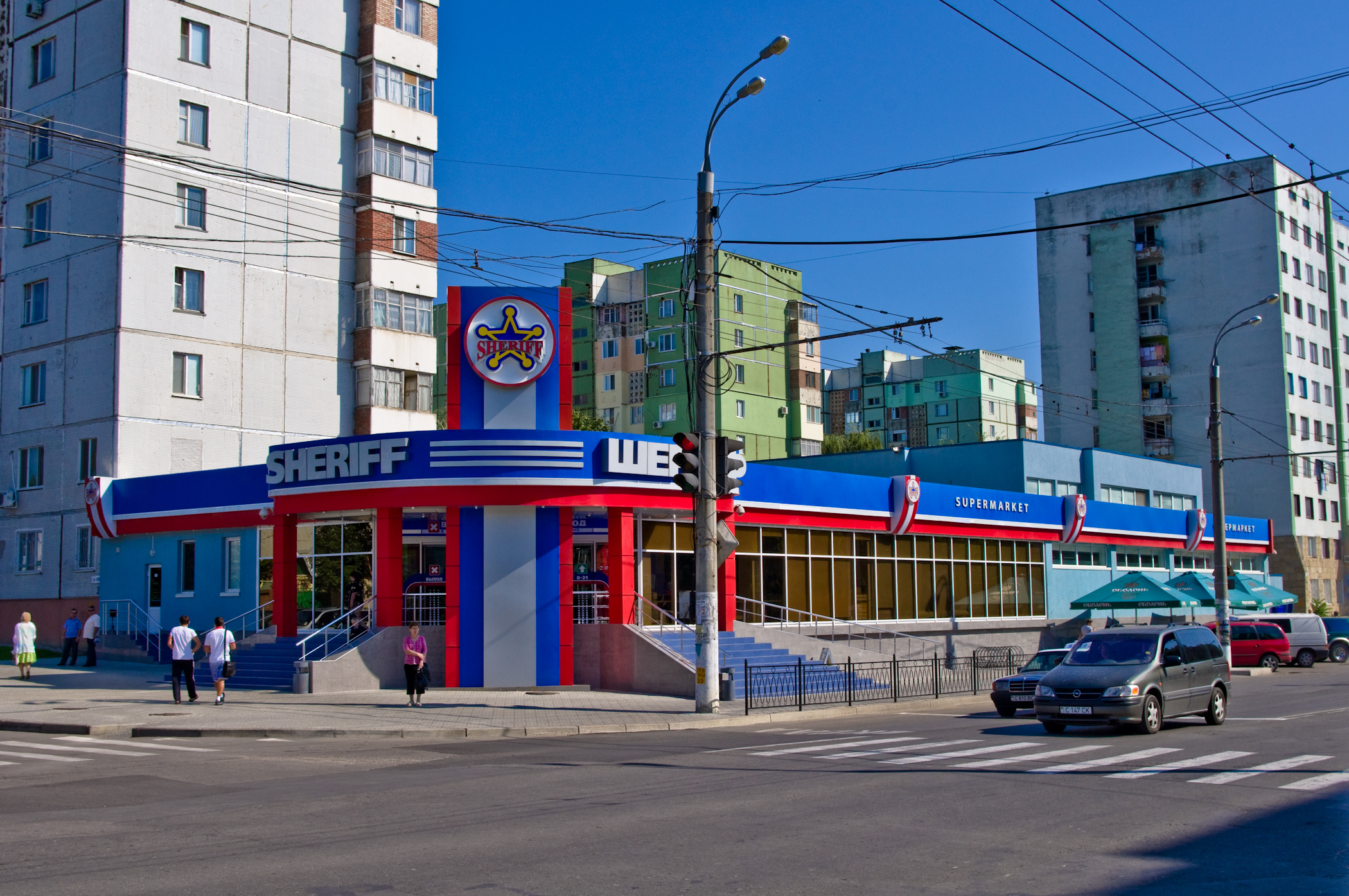
Obchod koncernu Šeriff v Tiraspolu

V Podněstří se nachází většina průmyslu bývalé Moldavské sovětské socialistické republiky. V protikladu k převážně zemědělskému rázu ostatního Moldavska je podněsterská ekonomika závislá na velkých průmyslových podnicích majících počátek v sovětských dobách. Mnoho výrobků je určeno pro export, jako pláty oceli, slévačské stroje, kabely, velká elektrická zařízení, nízkonapěťové vybavení, elektroizolanty, pumpy, cement, nábytek, bavlněné látky, boty, galanterie, víno a vinné pálenky. Významným odvětvím je také zbrojní průmysl, který se vyvinul z dřívějších sovětských podniků v oblasti. Ve městech Dubosary a Dněstrovsk jsou dvě velké elektrárny.
Největší zaměstnavatel v zemi je koncern Šeriff založený bývalými policisty a agenty KGB Viktorem Gušanem a Iljou Kazmalym, který provozuje čerpací stanice, supermarkety, továrny na alkoholické nápoje, pekárny, nakladatelství, stavební firmu, televizní vysílač a mobilní telefonní síť. Šeriff má přes svou dceřinou společnost Interdnestrkom monopol v telekomunikačním sektoru (mobilní telefon, kabelová televize, internet) a má velký vliv na politiku země (s ním spjaté hnutí Obnova získalo roku 2005 většinu 23 křesel ve 43 členném parlamentu a bylo úzce provázáno s tehdejším prezidentem Smirnovem). Významným zaměstnavatelem ve zpracovatelském průmyslu je ocelářská firma Moldova Steel Works v Rybnici. Poměrně známý je také výrobce alkoholických nápojů Kvint, rovněž ve vlastnictví Šeriffu, který vedle vína a vodky produkuje i světoznámou pálenku (brandy). Kvint je považován za něco jako národní symbol, jeho továrna je vyobrazena na místní pětirublové bankovce. Textilní a oděvní firma Tirotex je podle některých údajů největší evropský výrobce textilu, jeho výrobky jsou prodávány i v západní Evropě.
Poněvadž Rusko považuje Podněstří za spřátelený region, dodávalo mu zemní plyn za zvýhodněnou cenu (v roce 2012 240 amerických dolarů za 1000 metrů krychlových). To malé republice poskytovalo velkou výhodu. Rusko stanovuje cenu zemního plynu na základě vztahu obou zemí a také významu Podněstří jako tranzitní země.
S rokem 2025 ale došlo ke změně, Ukrajina neobnovila smlouvu s Ruskou federací o transportu plynu přes území Ukrajiny. Kromě plynovodu přes Ukrajinu vede do Moldavska také plynovod z Rumunska, který je napojen na TurkStream. Moldavská prezidentka Maia Sanduová už dříve obvinila Gazprom, že odmítá dodávat plyn alternativní cestou a vyvolává tak energetickou krizi. 
Gazprom oznámil, že zastaví vývoz plynu do Moldavska kvůli nezaplacenému moldavskému dluhu. Moldávie tento dluh popírá. Moldavský premiér Dorian Recean odsoudil rozhodnutí o zastavení dodávek a obvinil Rusko z používání energie jako politické zbraně.

### Měna

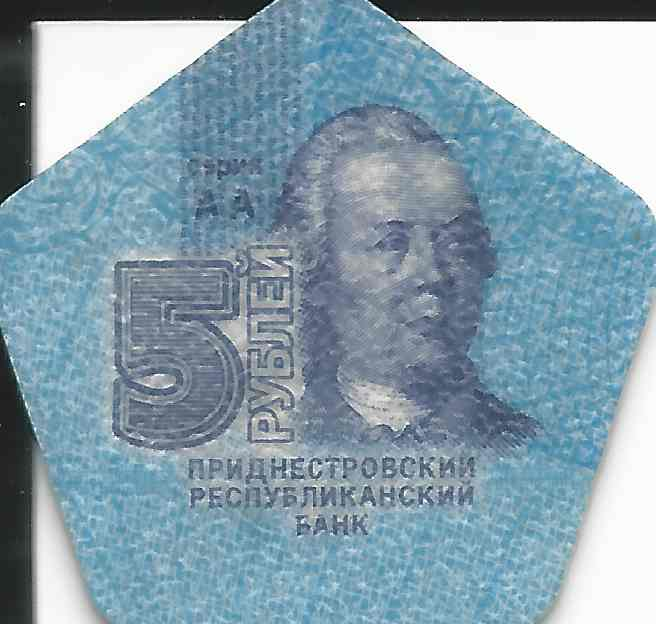
Plastová pětirublová mince

V roce 1994 byla v Podněstří zavedena vlastní měna – podněsterský rubl. V roce 2000 byl tento rubl přeceněn (v poměru 1 000 000 : 1) a do oběhu byly dány nové bankovky a mince. Měna není uznávaná mimo Podněstří a je jen omezeně směnitelná. Podle oficiálního směnného kurzu jedno euro činí asi 17 podněsterských rublů (stav: červen 2022). V roce 2012 bylo oznámeno, že Podněstří v budoucnu chce zavést ruský rubl, v únoru 2013 byl parlamentu předložen odpovídající návrh zákona.
V květnu 2015 byly k 70. výročí vítězství Sovětského svazu ve druhé světové válce vydány dvě nové bankovky. Bankovky v hodnotě jeden a deset podněsterských rublů nesou sovětský znak se srpem a kladivem na svatojiřské stuze.
Podněstří je jediná země světa, která má v oběhu plastové mince.

### Obchodní bilance
V roce 2005 se vyvezlo zboží v hodnotě 579,7 milionu amerických dolarů a dovezlo zboží v hodnotě 855,8 milionu dolarů. Nejdůležitějšími obchodními partnery jsou státy Společenství nezávislých států, zvlášť Rusko a Ukrajina. Čtvrtina podněsterského exportu směřuje do Evropské unie. Země je odkázána na finanční pomoc Ruska.
V roce 2012 obdrželi obyvatelé Podněstří podle odhadů jeho centrální banky platby ze zahraničí ve výši 200 milionů amerických dolarů, což odpovídá asi 18 % HDP země. Odhadem 85 % těchto prostředků mělo původ v Rusku.

### Veřejná doprava
Železnice na podněsterském území provozuje státní Podněsterská železniční společnost. V několika městech, mimo jiné v Benderu a Tiraspolu, existuje trolejbusová síť. 
V Tiraspolu je letiště s ICAO kódem „LUTR“. Nejbližší mezinárodní letiště se nachází mimo Podněstří, v Kišiněvě (Letiště Kišiněv), 60 kilometrů severozápadně od Tiraspolu.

## Kultura

### Vzdělání
V Tiraspolu se nachází Podněsterská státní univerzita Tarase Ševčenka.

### Sdělovací prostředky
V Tiraspolu působí několik státních a soukromých televizních stanic, mimo jiné Pjervyj Pridněstrovskij, Benderskoje Tělěviděnije a TSV. Jediný kabelový poskytovatel země, Interdnestrcom, je ve vlastnictví firmy Sheriff a vysílá kromě pozemských také skoro všechny běžné ruskojazyčné stanice. Vydáváno je několik novin (Pridněstrovie, Adevărul Nistrean), které jsou však podle jedné zprávy z roku 2005 převážně ve vlastnictví státu nebo státu blízkých organizací a státní tiskové agentury Olvia-Press. Žádné noviny nevycházejí v latinkou psané rumunštině. V zemi vysílá několik rozhlasových stanic. Radio Pridněstrovje provozuje vícejazyčné zahraniční vysílání na krátkých vlnách v němčině, angličtině a francouzštině.

### Vesti FM
Sovětský svaz začal na konci 60. let u Grigoriopolu ve střední části Podněstří se stavbou výkonného rozhlasového vysílacího zařízení pro šíření propagandy do západních zemí. Podněstří prodalo zařízení roku 2007 ruské státní zpravodajské agentuře RIA Novosti. Ta od té doby pronajímá vysílače velkým mezinárodním stanicím jako misionářské společnosti Trans World Radio. Ruská federace pověřila vládě blízkou rozhlasovou stanici Vesti FM se sídlem v Moskvě, aby vysílala také přes výkonný vysílač středních vln u Grigoriopole. Vesti FM začalo vysílat v roce 2014, krátce před rusko-ukrajinskou válkou na frekvenci 1413 kHz s výkonem 500 kW. Vysílač tak zasahoval nejen celou Ukrajinu, nýbrž také velkou část východní a západní Evropy. Dne 26. dubna 2022 byly oba stožáry šířící vysílání Vesti FM neznámými pachateli zbořeny.

### Státní svátky
Podněstří má 10 státní svátků. Dne 23. února se koná „Den ochránce vlasti“, vlastenecký svátek, který se obrací na příslušníky vojska. Ti pořádají soutěže a ukazují svou připravenost k boji. Dalším vlasteneckým svátkem je 9. květen, v němž se slaví vítězství Sovětského svazu ve Velké vlastenecké válce. Pro válečné veterány se v Tiraspolu na březích Dněstru pořádá hostina. Nejdůležitější státní svátek je 2. září, den, kdy byla v roce 1990 vyhlášena podněsterská republika. V Tiraspolu se konají vojenské přehlídky, koncerty a taneční vystoupení. K pomníku hrdinů druhé světové války před parlamentem jsou kladeny květiny.
Novoroční svátek 31. prosince se slaví v rodinném kruhu. Vánoce se podle rusko-ortodoxních tradic konají 7. ledna.

### Sport

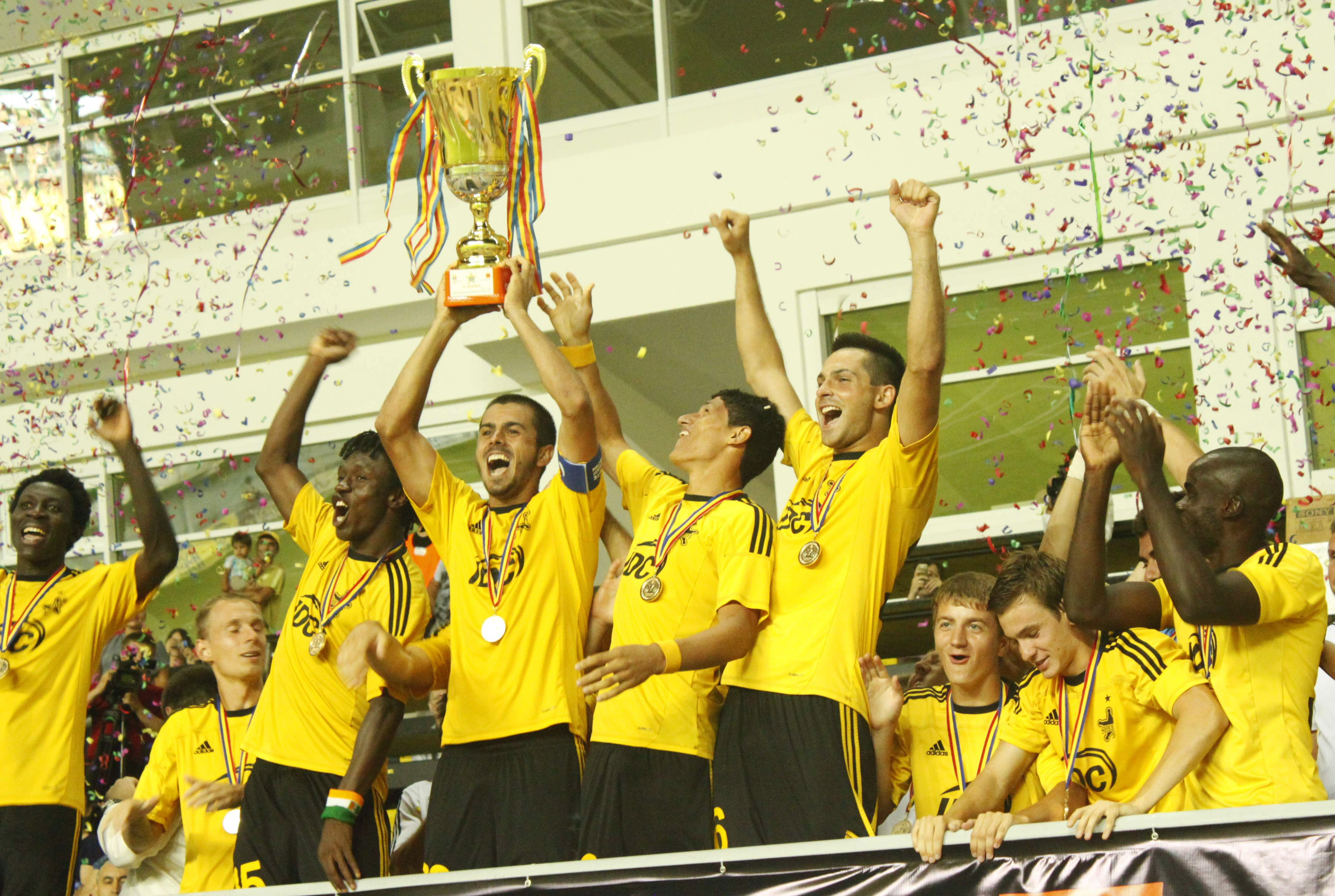
Fotbalisté FC Šeriff Tiraspol (Moldavská liga, 2013)

Z důvodu mezinárodního neuznání se podněsterská sportovní družstva nemohou účastnit renomovaných mezinárodních soutěží. Většina podněsterských sportovců má vedle podněsterského občanství i pas Moldavska nebo jiného nástupnického státu Sovětského svazu, takže řada z nich reprezentuje jiné státy, například Andrei Corneencov a Igor Bugaiov hráli za moldavské národní fotbalové mužstvo, Artjom Chačaturov reprezentoval Arménii.
Jednou z mála oblastí, kde se navenek udržuje sounáležitost Podněstří a Moldavska, je fotbal. V hlavním městě sídlí nejznámější sportovní klub země, FC Šeriff Tiraspol. Hraje fotbal v nejvyšší moldavské lize a dominuje jí jako držitel řady rekordů, pravidelně se účastní předkol ke kvalifikaci ligy mistrů UEFA a v sezóně 2021/2022 se poprvé dostal do skupinové fáze. Na tiraspolském stadionu Sheriff se kromě toho pořádají hry evropské ligy UEFA. Kluby Iskra-Stal Rybnica, Dinamo Bender, Dinamo-Auto Tiraspol a CS Tiligul-Tiras Tiraspol rovněž hrají nebo hrály v první moldavské lize.
Naopak ve futsalu dosáhlo Podněstří roku 2013 uznání, bylo přijato do Evropského svazu futsalu a jeho reprezentace hraje mezistátní utkání pod podněsterskou vlajkou.